# Fidschianische Rugby-Union-Nationalmannschaft
Die fidschianische Rugby-Union-Nationalmannschaft (englisch Fiji national rugby union team) repräsentiert Fidschi in der Sportart Rugby Union bei allen Länderspielen (Test Matches) der Männer. Mit Spitznamen nennen die Fidschianer ihre Nationalmannschaft Flying Fijians („fliegende Fidschianer“). Die organisatorische Verantwortung trägt der 1913 gegründete Verband Fiji Rugby Union (FRU). Fidschi wird vom Weltverband World Rugby in die zweite Stärkeklasse (second tier) eingeteilt. Rugby Union gilt in Fidschi als Nationalsport und der Inselstaat ist eines der wenigen Länder, in denen Rugby Union die beliebteste Sportart ist. Bisher wurde ein fidschianischer Nationalspieler in die World Rugby Hall of Fame aufgenommen.
Das erste Test Match fand 1924 gegen Samoa statt. Fidschi qualifizierte sich für neun der bisher zehn ausgetragenen Weltmeisterschaften und verpasste nur das Turnier 1995; bei den Austragungen 1987, 2007 und 2023 erreichte es das Viertelfinale. Seit 2006 nimmt Fidschi am jährlichen Pacific Nations Cup (bis 2005 am Pacific Tri-Nations) teil, wo es gegen Japan, Samoa und Tonga antritt. Vor jedem Spiel tanzen die Fidschianer ihren traditionellen Cibi, um die gegnerische Mannschaft einzuschüchtern und sich selbst zu motivieren.

## Organisation
Verantwortlich für die Organisation von Rugby Union in Fidschi ist die Fiji Rugby Union (FRU). Der Verband wurde 1913 gegründet und 1987, kurz vor der ersten Weltmeisterschaft, Vollmitglied des International Rugby Football Board (IRFB; heute World Rugby). Die FRU war außerdem im Jahr 2000 Gründungsmitglied des Kontinentalverbandes Federation of Oceania Rugby Unions (FORU; heute Oceania Rugby).
Neben der eigentlichen Nationalmannschaft ruft die Fiji Rugby Union weitere Auswahlmannschaften zusammen. Die Fiji Warriors bilden die zweite Mannschaft Fidschis und nehmen an der World Rugby Pacific Challenge teil. Wie andere Rugbynationen verfügt Fidschi über eine U-20-Nationalmannschaft, die an den entsprechenden Weltmeisterschaften teilnimmt. Hinzu kommt Fiji Sevens, die Nationalmannschaft für Siebener-Rugby. Kinder und Jugendliche werden bereits in der Schule an den Rugbysport herangeführt; je nach Interesse und Talent beginnt dann die gezielte Ausbildung.
Im Rahmen der Pacific Islands Rugby Alliance organisierte der Verband ab 2004 sporadisch Spiele der Pacific Islanders, einer gemeinsamen Auswahlmannschaft der drei Pazifikstaaten Fidschi, Samoa und Tonga. 2009 kündete der samoanische Verband die Zusammenarbeit auf, da die Pacific Islanders die von den Mitgliedsverbänden erhofften finanziellen Vorteile nicht erbracht habe. Seit 2022 wird Fidschi in der internationalen Meisterschaft Super Rugby von der professionellen Mannschaft Fijian Drua vertreten, die bei dem Turnier auf Mannschaften aus Australien, Neuseeland und einer im Stillen Ozean (faktisch die Cookinseln, Fidschi, Samoa und Tonga) trifft.

## Allgemeine Situation

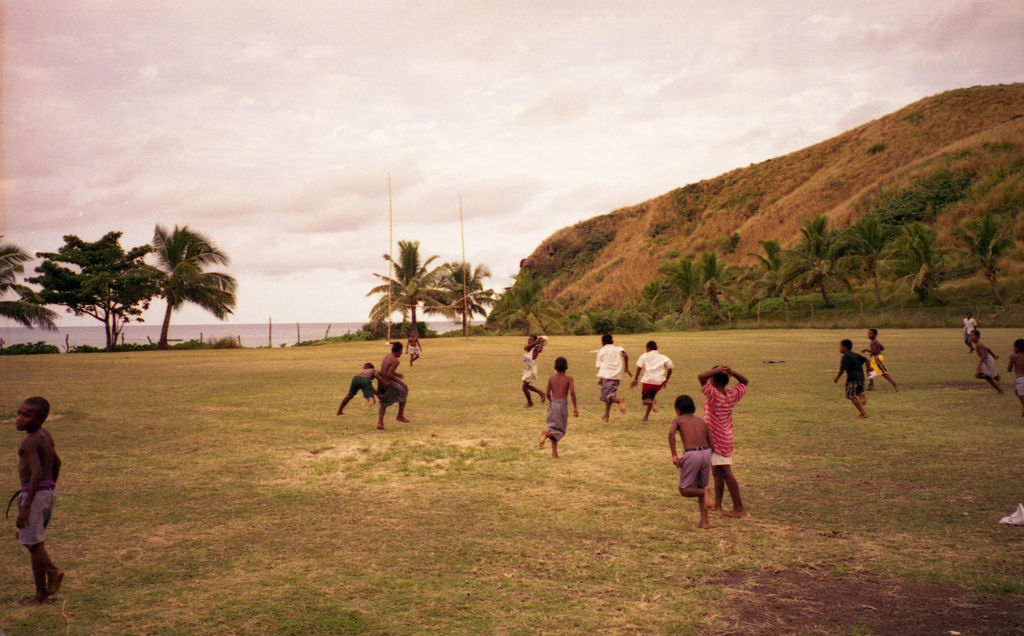
Rugbyspielende Kinder in Fidschi

Fidschi ist eines der wenigen Länder, in denen Rugby Union Nationalsport ist. Nur auf den Cookinseln, in Neuseeland, Samoa, Tonga und Wales ist dieser Sport ähnlich beliebt. Von den rund 900.000 Einwohnern sind etwa 80.000 lizenzierte Rugbyspieler, die in über 600 Vereinen tätig sind. Allerdings gehen dem Land zahlreiche Talente verloren, da sie meist in den Profiligen Australiens, Europas, Japans oder Neuseelands spielen und oft vom jeweiligen Zielland eingebürgert werden. Gemäß den Regeln von World Rugby genügt auch ein während fünf Jahren ununterbrochener Wohnsitz, um für die Nationalmannschaft eines anderen Landes spielberechtigt zu sein (bis Ende 2020 waren es sogar nur drei Jahre). Zu den bekanntesten Beispielen solcher Exil-Spieler aus Fidschi gehören Joe Rokocoko und Sitiveni Sivivatu (für Neuseeland) sowie Tevita Kuridrani und Lote Tuqiri (für Australien).
Die Verbände der pazifischen Staaten sind zu schwach, um den Abgang von Talenten aufhalten zu können. Bisweilen wird das systematische Abwerben ironisch mit dem Blackbirding im 19. Jahrhundert verglichen. Fidschianer, die für ihr eigenes Land antreten, können zudem nicht immer frei eingesetzt werden, weil vor allem englische Vereine zögerlich bei der Gewährung von Freigaben für Länderspiele sind. Abhilfe schaffen soll die Profimannschaft Fijian Drua, die seit der Saison 2022 in der internationalen Meisterschaft Super Rugby vertreten ist.
Die Fidschianer gehören im Rugby Union konstant zu den fünfzehn besten Mannschaften der Welt. Deutlich erfolgreicher sind sie jedoch im Siebener-Rugby, dessen Regeln auf jenen Rugby Union basieren. So gewannen sie bisher zwei Austragungen der Siebener-Rugby-Weltmeisterschaft sowie 2016 und 2021 die olympische Goldmedaille. Bei beiden olympischen Erfolgen gehörten Spieler zur Mannschaft, die vorher oder nachher auch für die Rugby-Union-Nationalmannschaft im Einsatz standen. Allerdings ist es gemäß den Regularien von World Rugby nicht möglich, zum selben Zeitpunkt beiden Nationalteams gleichzeitig anzugehören; dadurch soll insbesondere eine Überbelastung verhindert werden.

## Geschichte

### Einführung und Verbreitung von Rugby
Briten, Neuseeländer und einheimische Polizeikräfte spielten Rugby erstmals 1884 in der Stadt Ba auf der Hauptinsel Viti Levu. In den frühen 1890er Jahren wurden lokale Medien erstmals auf diesen Sport aufmerksam, worauf er sich in der Bevölkerung zu verbreiten begann. Zunächst gab es eine Konkurrenzsituation mit Fußball, doch Rugby setzte sich rasch durch und ist bis heute die dominierende Ballsportart in Fidschi geblieben. Robert F. Dewey, Historiker der DePauw University, führt dies darauf zurück, dass Rugby damals eine wichtige Rolle als Ausdruck des dörflichen Stolzes und der kriegerischen Männlichkeit gespielt habe. Da etliche traditionelle Rituale mit der Kolonialisierung verschwunden waren, galt Rugby als geeigneter Ersatz für die Pflege alter Rivalitäten. Außerdem hätten die benötigten athletischen Fähigkeiten hervorragend zu jenen der Einheimischen gepasst. Eine parallele Entwicklung dazu gab es in zwei weiteren Pazifikstaaten, Samoa und Tonga.
Ab 1904 fanden segregierte Meisterschaften statt, bei denen europäischstämmige Siedler und Einheimische unter ihresgleichen antraten; diese Wettbewerbe waren aber eher lose strukturiert. 1913 gründete der neuseeländische Klempner Paddy Sheehan, der am Bau des Grand Pacific Hotel in der Hauptstadt Suva beteiligt war, mit dem Pacific Club den ersten formell organisierten Verein. Unmittelbar darauf erfolgte die Gründung der Fiji Rugby Football Union (FRFU) und Gouverneur Ernest Bickham Sweet-Escott stiftete den Escott Shield als Meistertrophäe. Als erster Verbandspräsident erreichte Sheehan, dass die neuseeländischen All Blacks auf ihrer Rückkehr von einer erfolgreichen Kalifornien-Tour einen Zwischenhalt in Suva einlegten, um dort ein Spiel auszutragen. Es fand am 13. Dezember 1913 statt und endete mit einer 3:67-Niederlage der ausschließlich aus Europäern zusammengesetzten Auswahl. Sheehan, der auch Kapitän und Trainer war, erzielte mit einem Versuch die einzigen Punkte für Fidschi.
Aufgrund der damaligen Rassentrennung war die FRFU in den ersten Jahren Europäern vorbehalten. 1914 organisierte Ratu Epeli Ganilau ein Turnier für „Einheimische“ (natives) mit vier Vereinen, die zusammen die Fiji Native Union bildeten. Dieser Verband war zwar mit der FRFU assoziiert und stellte zunehmend die meisten Nationalspieler, doch die Segregation blieb noch drei Jahrzehnte lang bestehen. Erst 1945 wurde die Fiji Native Union vollständig in die FRFU integriert. Seit 1963 nennt sich der Verband Fiji Rugby Union (FRU). Europäer stellten weiterhin die meisten Trainer, Vorstandsmitglieder und sonstigen Funktionäre, was sich erst mit der Erlangung der Unabhängigkeit im Jahr 1970 allmählich zu ändern begann. Weitestgehend ausgeschlossen blieben die indischstämmigen Einwanderer, die Ende des 19. Jahrhunderts von den britischen Kolonialherren hier angesiedelt worden waren. Bis heute spielt dieser Bevölkerungsteil praktisch keine Rolle in der fidschianischen Rugbykultur.

### Die ersten Jahre der Nationalmannschaft

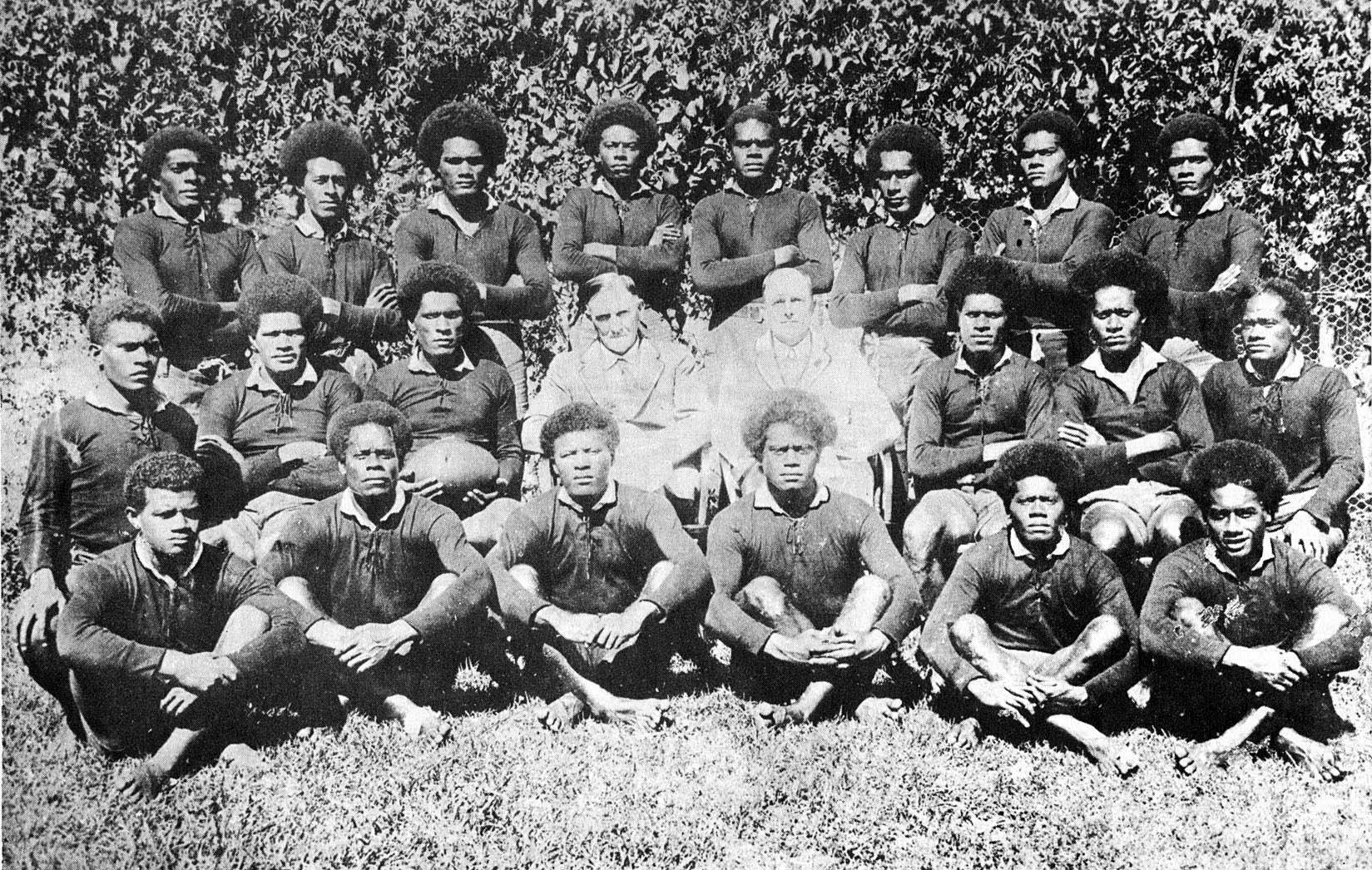
Gruppenfoto von 1924

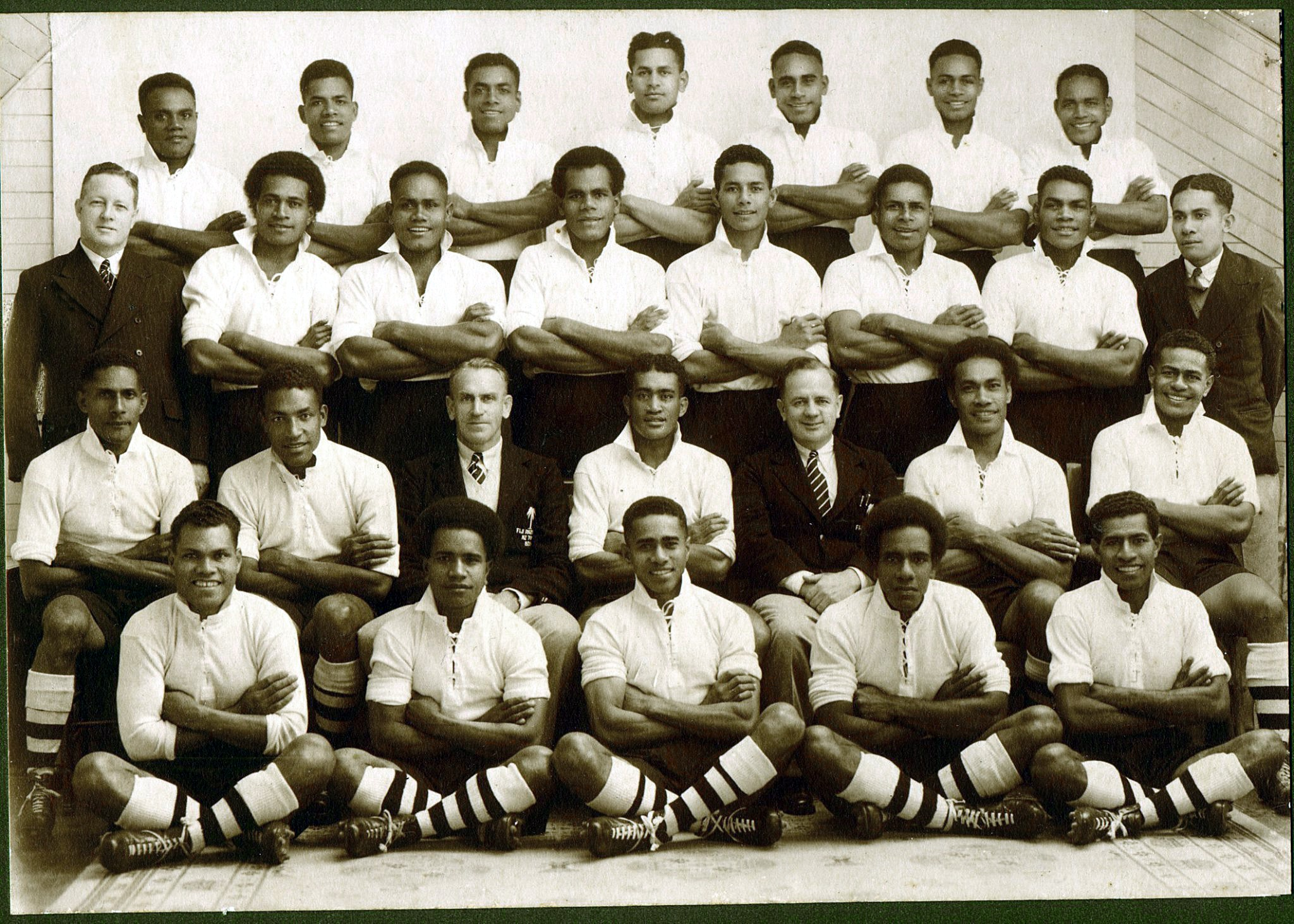
Gruppenfoto von 1939

1924 stellten die FRFU und die assoziierte Fiji Native Union erstmals eine fidschianische Nationalmannschaft zusammen. Sie bestand ausschließlich aus Spielern der fünf existierenden „einheimischen“ Vereine und hatte keine Europäer in ihren Reihen. Das erste Test Match fand am 15. August in der samoanischen Hauptstadt Apia gegen Samoa statt und konnte mit 6:0 gewonnen werden. Der Legende nach soll sich auf der Mittellinie des Spielfelds ein großer Baum befunden haben, doch zeitgenössische Zeitungsberichte bestätigen nichts dergleichen. Anpfiff war um sieben Uhr morgens, damit die Samoaner rechtzeitig zur Arbeit erscheinen konnten. Die Fidschianer trugen damals vollständig schwarze Kleidung (nach neuseeländischem Vorbild) und traten barfuß an. Anschließend unternahmen sie eine neun Spiele umfassende Tour nach Tonga. Das erste Test Match in Nukuʻalofa endete mit einer 6:9-Niederlage gegen die Tongaer, das zweite mit einem 14:3-Sieg und das dritte mit einem punktelosen Unentschieden. Auf dem Nachhauseweg musste Fidschi gegen Samoa eine 3:9-Niederlage hinnehmen.
Mit Ausnahme des Jahres 1930 trugen Fidschi und Tonga von 1924 bis 1934 jedes zweite Jahr eine drei Test Matches umfassende Serie aus. Als die Tongaer 1926 erstmals zu Gast waren, begannen die fidschianischen Spieler weiße Trikots mit aufgesticktem Palmen-Emblem zu tragen; zusammen mit den schwarzen Hosen bildet dies bis heute die übliche Spielbekleidung. 1928 führte der Verband erstmals einen Schülerwettbewerb durch. Bis zu diesem Zeitpunkt fanden praktisch alle Rugby-Aktivitäten in der Gegend um Suva und Nausori statt. Eine Mitteilung des Verbandes nannte den Grund dafür: „Es ist sehr schwierig, das Spiel außerhalb von Suva zu etablieren, da fast jede geeignete Fläche bereits ein betoniertes Cricketfeld in der Mitte hat.“ Die New Zealand Māori (die Auswahl der neuseeländischen Ureinwohner) tourten im August 1938 erstmals nach Fidschi. Die Gastgeber trugen zwar erstmals Schuhe, neigten aber dazu, diese während des Spiels auszuziehen und über die Seitenlinie zu werfen. Zu den fünf Spielen der Tour gehörte eine Serie von drei Test Matches. Das erste endete 3:3 unentschieden, Fidschi gewann das zweite mit 11:5 und die Māori das dritte mit 6:3; dadurch endete die Serie ausgeglichen.
Die Fidschianer wiederum unternahmen 1939 ihre erste Reise nach Neuseeland. Der Mannschaftskapitän auf der acht Spiele umfassenden Tour, Ratu George Cakobau, war der Meinung, dass seine Mannschaft einen Kriegstanz als Antwort auf den Haka der Neuseeländer präsentieren müsse. Seitdem wird der Cibi vor jedem Spiel der Nationalmannschaft aufgeführt. Die Fidschianer traten unbekümmert auf und begeisterten die Zuschauer mit ihrem unberechenbaren Laufspiel. Sie waren die erste Mannschaft überhaupt, die während einer Neuseelandtour unbesiegt blieb – ein Erfolg, den seither kein Team wiederholen konnte. In den ersten sieben Partien gegen die Auswahlteams verschiedener Provinzverbände resultierten sechs Siege und ein Unentschieden. Zum Abschluss traten die Fidschianer in Hamilton gegen die New Zealand Māori an und setzten sich mit 14:4 durch. Begegnungen mit den All Blacks standen hingegen nicht auf dem Programm.

### Nachkriegsjahre

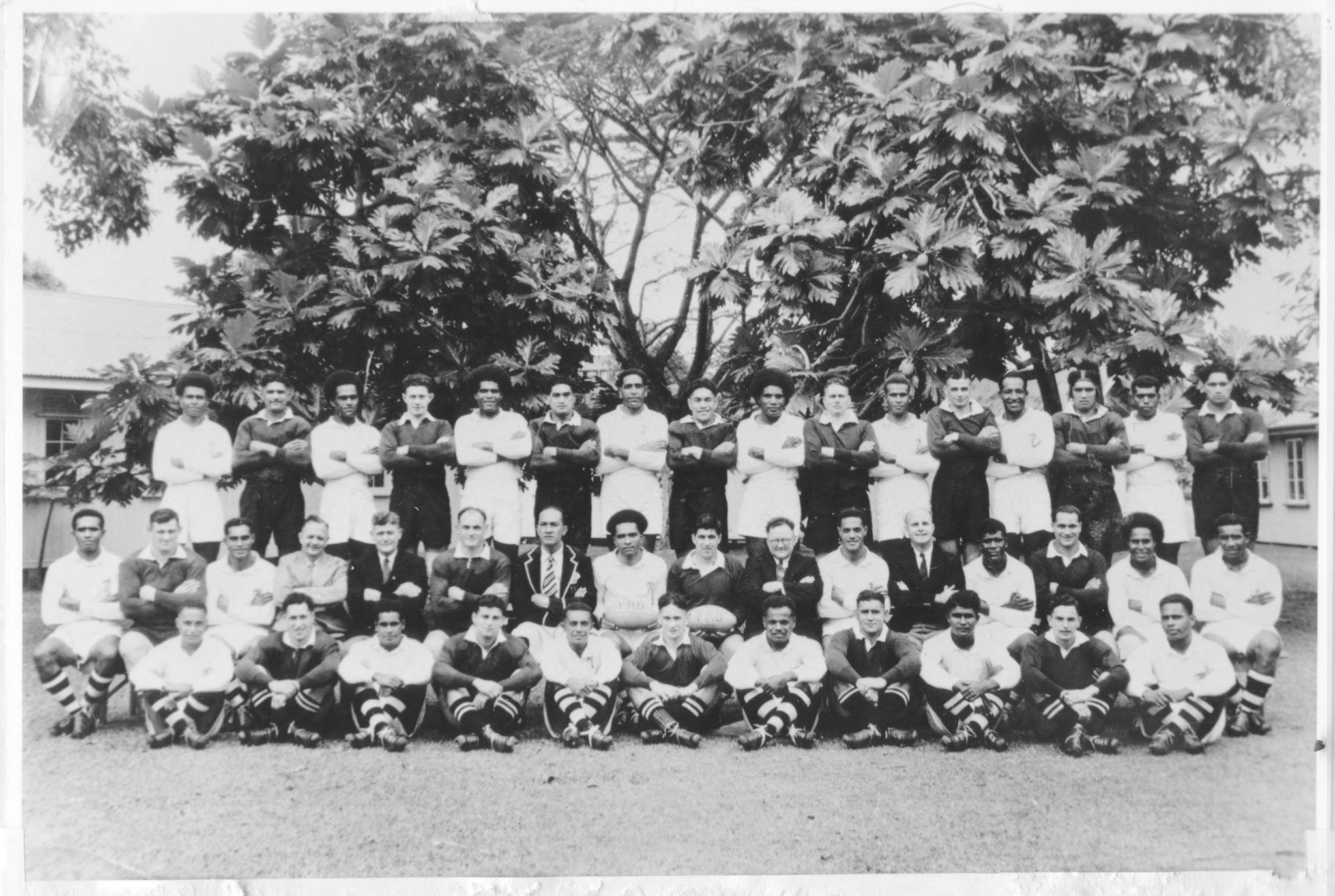
Gruppenfoto von 1948

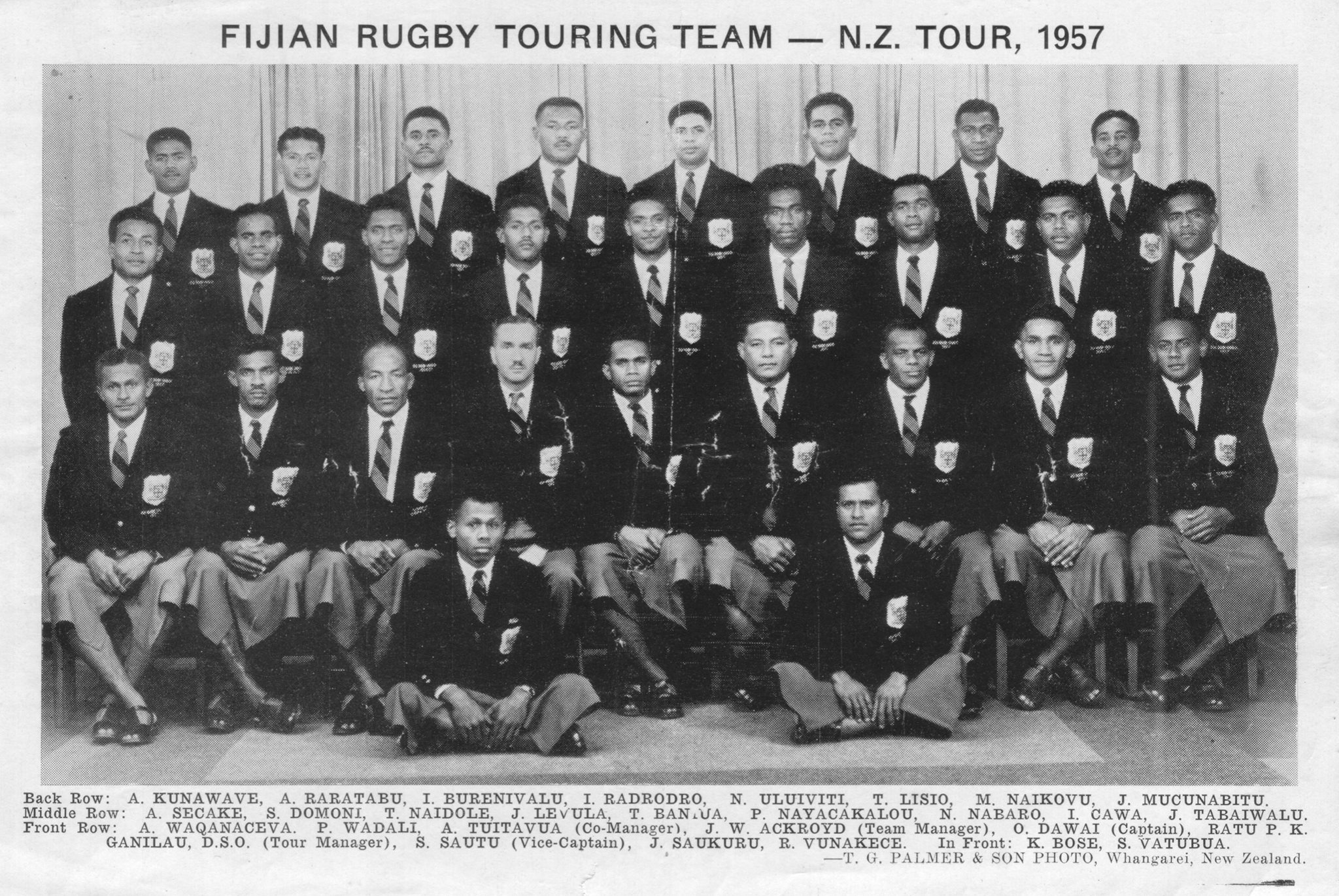
Gruppenfoto von 1957

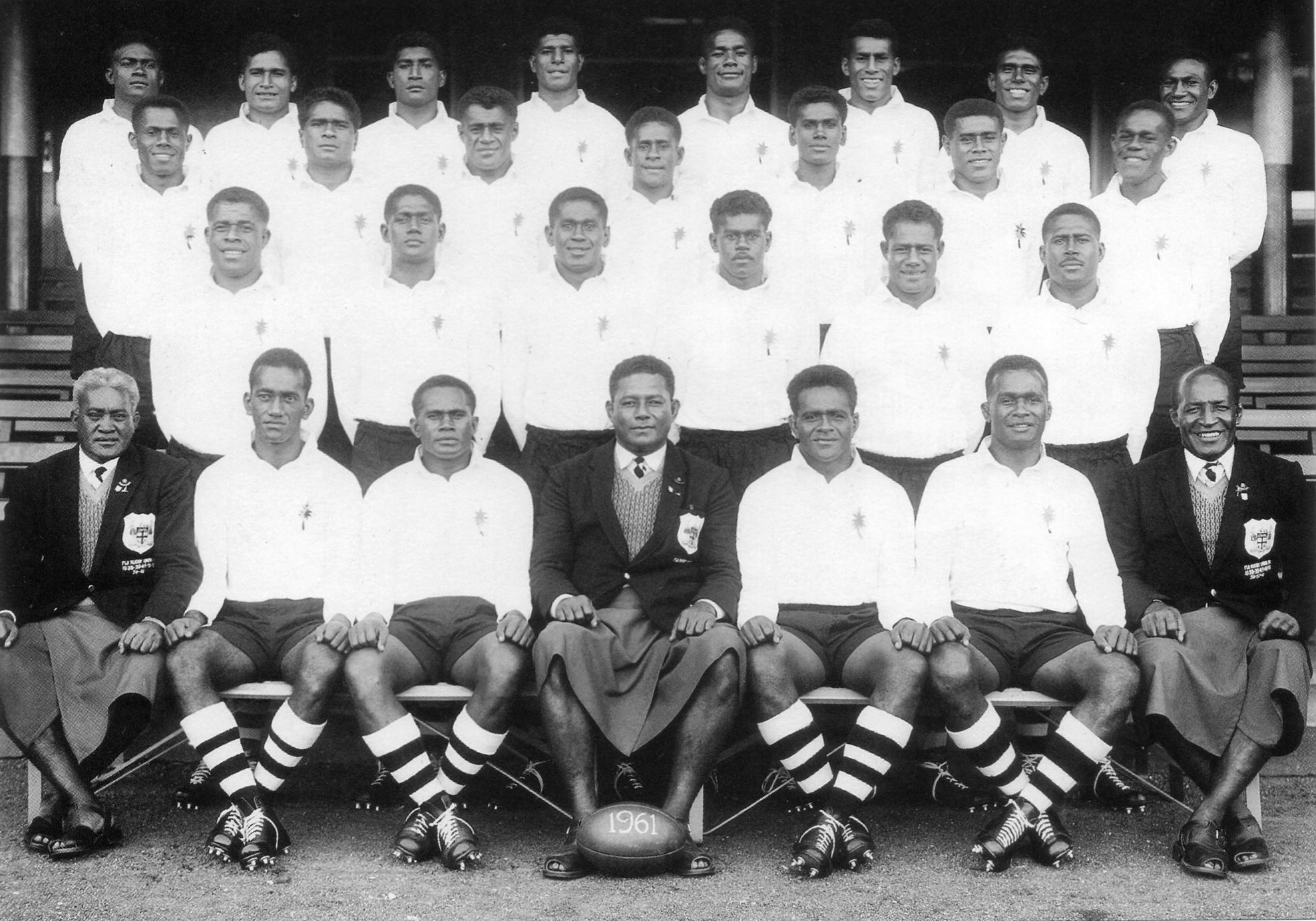
Gruppenfoto von 1961

Der Ausbruch des Zweiten Weltkrieges hatte eine mehrjährige Unterbrechung des internationalen Spielbetriebs zur Folge. 1947 empfing man Tonga zu zwei Test Matches, die beide verloren gingen. 1948 reisten die New Zealand Māori nach Fidschi; von den drei ausgetragenen Test Matches konnten die Fidschianer zwei für sich entscheiden. Drei Jahre später folgte der Gegenbesuch in Neuseeland, wobei die Nationalmannschaft über einen Zeitraum von sieben Wochen 14 Spiele austrug. In Wellington traf sie auf die Auswahl der Māori und besiegte diese mit 21:14. Auch dieses Mal kam keine Begegnung mit den All Blacks zustande.
Im Juli und August 1952 unternahmen die Fidschianer erstmals eine Tour durch Australien, nachdem sie von der Australian Rugby Union eine Einladung erhalten hatten. Der größte Teilverband in New South Wales stand damals am Rande der Insolvenz und musste bei den wichtigsten Vereinen um Spenden ersuchen, um überhaupt einen Vorschuss für die Ausgaben der Fidschianer in diesem Bundesstaat bezahlen zu können. In den ersten sechs Partien der zehn Spiele umfassenden Tour blieb Fidschi unbesiegt; unter anderem gelangen ein 14:14-Unentschieden gegen die New South Wales Waratahs und ein 24:17-Sieg über die Queensland Reds, was das Zuschauerinteresse vor den beiden Test Matches in Sydney in die Höhe trieb. Die erste Begegnung mit Australiens Nationalmannschaft, den Wallabies, endete mit einer 9:15-Niederlage. Die Medien waren sich einig, dass dies vor allem auf das regnerische Wetter und das durchweichte Spielfeld zurückzuführen war, wodurch die spielerischen Fähigkeiten der Fidschianer neutralisiert worden seien. Im zweiten Test Match zum Abschluss der Tour setzten sich die Gäste hingegen knapp mit 17:15 durch. Erstmals überhaupt war es Fidschi gelungen, eine der traditionellen Rugbynationen zu schlagen.
1954 fand eine zweite, 16 Spiele umfassende Tour nach Australien statt, die wegen des attraktiven Spielstils der Fidschianer wiederum alle Besucherrekorde brach. Ihre einzige Niederlage gegen Auswahlteams mussten sie gegen die Waratahs hinnehmen. Im ersten Test Match in Brisbane setzten sich die Wallabies mit 22:19 durch, während Fidschi das zweite in Sydney mit 18:16 für sich entschied. Beide Partien waren von zahlreichen Fouls geprägt. Im selben Jahr empfing man die New Zealand Māori und 1955 war man erstmals nach 27 Jahren wieder in Samoa zu Gast. 1957 tourten die Fidschianer erneut nach Neuseeland, wo sie unter anderem die Māori in Wellington mit 36:13 und in Dunedin mit 17:8 besiegten. Die nächste Tour nach Australien im Mai und Juni 1961 umfasste 14 Spiele, darunter drei Test Matches. Während die Fidschianer in Brisbane und Sydney jeweils eine Niederlage gegen die Wallabies hinnehmen mussten, rangen sie ihnen in Melbourne ein 3:3-Unentschieden ab.

### Zunehmende internationale Beziehungen

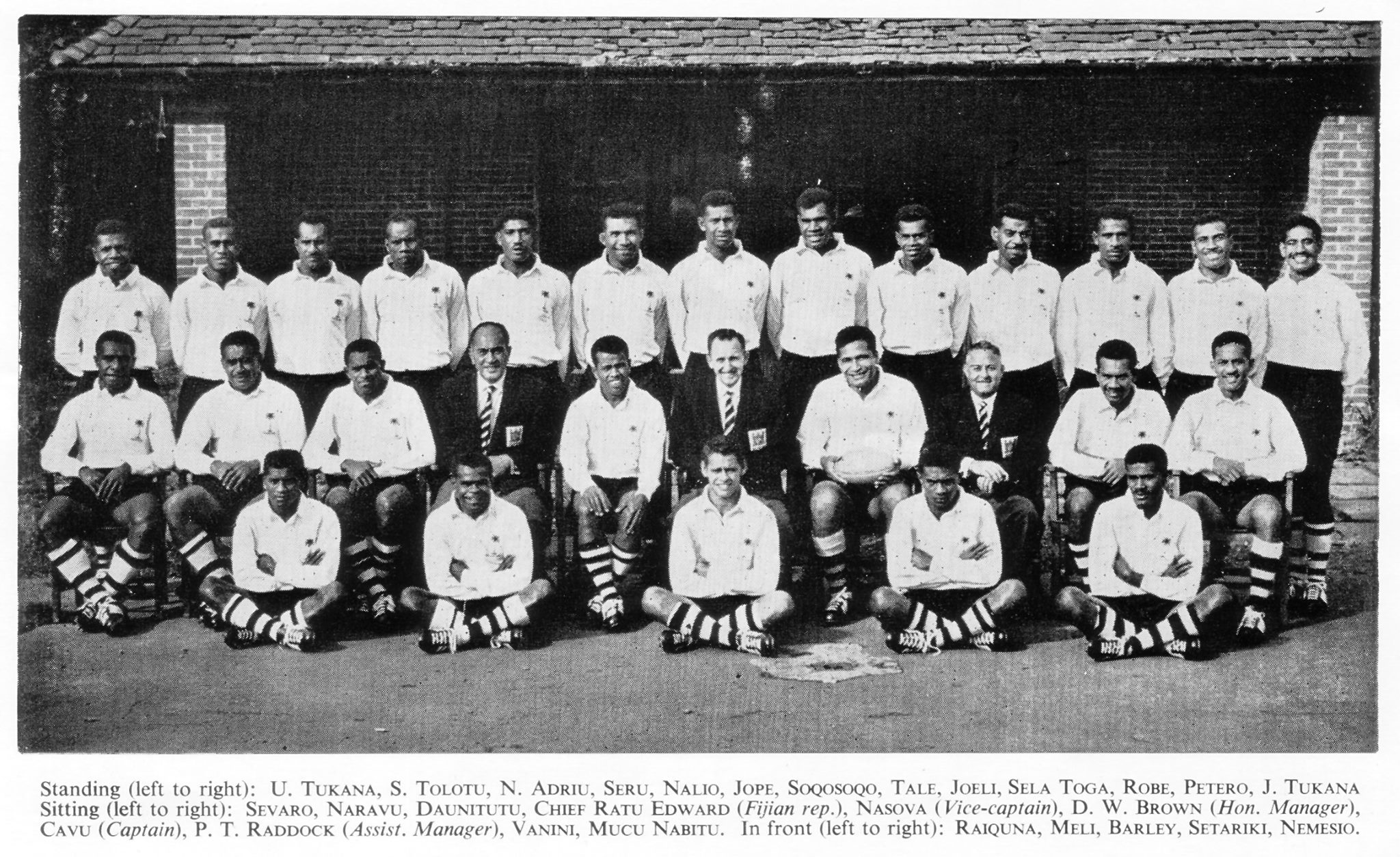
Gruppenfoto von 1964

1963 fanden in Suva die ersten Südpazifikspiele statt, wobei Fidschi im Rugbyturnier unbesiegt blieb und den Wettbewerb für sich entschied. Die FRU organisierte 1964 erstmals eine interkontinentale Tour, die durch Wales, Frankreich und Kanada führte. Auf dem Programm standen unter anderem Spiele gegen die Nationalteams dieser Länder, wobei nur jenes gegen die Franzosen als Test Matches zählte. Erneut begeisterten die Fidschianer die Massen mit ihrem angriffigen und attraktiven Spielstil. Allein die Begegnung mit der walisischen Nationalmannschaft in Cardiff zog über 60.000 Zuschauer an. Beim Rugbyturnier der Südpazifikspiele 1969 traten die Rivalen aus Samoa und Tonga nicht an; Fidschi war der übrigen Konkurrenz haushoch überlegen und setzte sich im Finale gegen Gastgeber Papua-Neuguinea mühelos mit 88:3 durch.
Nach einer einmonatigen Neuseelandtour mit durchzogener Bilanz (unter anderem ein Unentschieden und eine Niederlage gegen die New Zealand Māori) folgte gegen Ende des Jahres 1970 die zweite Tour nach Europa und Nordamerika, wobei 13 der 16 Spiele in England stattfanden. Am 24. Oktober gelang den Fidschianern in Newcastle upon Tyne eine Überraschung, als sie die Auswahl der Barbarians mit 29:9 regelrecht deklassierten. Dieser Erfolg war umso bemerkenswerter, als die Barbarians fast ausschließlich hochklassige Nationalspieler nominiert hatten. Bei Touren in den Jahren 1972 und 1976 resultierten vier zum Teil knappe Niederlagen gegen die Wallabies. Im Gegensatz zu den Australiern gestanden die Neuseeländer 1974 den Fidschianern noch immer nicht den Test-Match-Status zu, doch immerhin reisten die All Blacks nach ihrer Australien-Tour nach Suva, um erstmals gegen die fidschianische Nationalmannschaft anzutreten. Nur mit großer Mühe setzten sich die Gäste am 11. Juni knapp mit 14:13 durch. Eine der größten Überraschungen überhaupt gelang am 15. August 1977, als die British Lions auf dem Heimweg von einer dreimonatigen Neuseeland-Tour Halt in Fidschi machten und sich vor 20.000 euphorisierten Zuschauern mit 21:25 geschlagen geben mussten.
Bei den Südpazifikspielen 1979 in Suva verlor Fidschi im Finale mit 3:6 gegen Tonga und musste sich mit der Silbermedaille zufriedengeben. 1980 gab es zwei Premieren: Einerseits war erstmals Italien zu Gast (das mit 16:3 besiegt wurde), andererseits unternahmen die Fidschianer erstmals eine Südamerika-Tour; Höhepunkte waren die ersten zwei Test Matches gegen die argentinische Nationalmannschaft, die beide verloren gingen. 1982 schuf der neue, jährlich stattfindende Wettbewerb Pacific Tri-Nations regelmäßigere Spielmöglichkeiten für die drei führenden Rugbynationen des Pazifiks; 1983 entschied Fidschi das Turnier erstmals für sich. Im selben Jahr kam die Goldmedaille bei den Südpazifikspielen hinzu. Es war dies zugleich die letzte Teilnahme an diesem Wettbewerb, da der Klassenunterschied zu den meisten anderen Teilnehmern schlicht zu groß war: Beispielsweise resultierte gegen Niue ein 120:4-Erfolg, gleichbedeutend mit dem bis heute höchsten Sieg. Während der Europatour im Herbst 1985 bestritt Fidschi das erste Test Match gegen Wales, das die Gastgeber deutlich mit 40:3 gewannen. Hingegen verlief die erste Begegnung mit Irland (zählte nicht als Test Match) sehr ausgeglichen und die Fidschianer mussten sich in Dublin knapp mit 15:16 geschlagen geben. Höhepunkt des Jahres 1986 war der erstmalige Besuch der Waliser in Fidschi, wobei sich die Gäste mit 22:15 durchsetzten.

### Erste Weltmeisterschaftsteilnahmen
Aufgrund der anhaltend guten Leistungen gegen stärker eingestufte Teams gehörte Fidschi im Jahr 1987 zu jenen 16 Ländern, die vom International Rugby Football Board (IRFB; heute World Rugby) eine Einladung zur ersten Weltmeisterschaft erhielten. Damit verbunden war die Aufnahme der FRU in den bisher ziemlich exklusiven IRFB. Dies führte dazu, dass von nun alle fast alle Begegnungen mit den bedeutenden Rugbynationen als Test Matches zählten. Bei der in Australien und Neuseeland ausgetragenen Weltmeisterschaft siegte Fidschi in der Vorrunde gegen Argentinien (28:9), musste aber zwei Niederlagen gegen Neuseeland (13:74) und Italien (15:18) hinnehmen. Weil nach damaligem Modus bei Gleichstand die Zahl der erzielten Versuche ausschlaggebend war und nicht wie heute üblich die Punktedifferenz, setzten sich die Fidschianer vor Italien und Argentinien auf Platz zwei und zogen damit ins Viertelfinale ein. In diesem unterlagen sie Frankreich mit 16:31.
Außer den jährlichen Turnierteilnahmen beim Pacific Tri-Nations standen in den folgenden Jahren mehrere Touren auf dem Programm. Dabei traf Fidschi unter anderem erstmals auf die Nationalmannschaften Englands, Schottlands und Japans. Die Weltmeisterschaft 1991, die in den Ländern der damaligen Five Nations ausgetragen wurde, verlief enttäuschend: Fidschi verlor alle drei Vorrundenspiele gegen Kanada (3:13), Frankreich (9:33) und Rumänien (15:17), womit die Mannschaft sich am Ende der Tabelle wiederfand.
Allgemein tat sich die Mannschaft in der ersten Hälfte der 1990er Jahre sehr schwer und die Erfolge waren spärlich. Als Gruppenletzter der Weltmeisterschaft 1991 musste Fidschi die WM-Qualifikation bestreiten. In einem aus Hin- und Rückspiel bestehenden Play-off scheiterte die Mannschaft mit einem Gesamtergebnis von 26:34 an Tonga und verpasste somit die Turnierteilnahme. Als der IRFB im August 1995 sämtliche Beschränkungen bezüglich Bezahlung der Spieler aufhob und somit die professionelle Ära von Rugby Union einläutete, war dies für Fidschi und die übrigen Pazifikstaaten Fluch und Segen zugleich. Einerseits konnte die Nationalmannschaft auf Profispieler zurückgreifen, die überwiegend bei Mannschaften in Neuseeland, Australien, Europa und Japan unter Vertrag standen. Andererseits lief die FRU stets Gefahr, dass diese Spieler mehr als drei Jahre ununterbrochen im Ausland verweilten und somit gemäß der Wohnsitzregel des IRFB von den dortigen Verbänden abgeworben werden konnten, wodurch sie nicht mehr für die Nationalmannschaft zur Verfügung standen. Zudem schwächte die finanzkräftige Konkurrenz die eigene Liga massiv. Der Verband begann die Mannschaft nach Jahren der Erfolglosigkeit neu aufzubauen, doch die Ergebnisse waren zunächst wenig vielversprechend. So endete eine sechs Spiele umfassende Tour nach Wales und Irland im Herbst 1995 mit sechs Niederlagen. Ermutigender verlief im Sommer 1996 eine kurze Tour durch Neuseeland und Südafrika, deren Höhepunkt das erste Test Match gegen die Nationalmannschaft Südafrikas am 2. Juli im Loftus-Versfeld-Stadion war. Fidschi verlor zwar das Test Match mit 18:43, Trost war jedoch drei Tage später der 44:37-Sieg gegen de Blue Bulls, eine der stärksten Provinzmannschaften Südafrikas.
Die nächste WM-Qualifikation verlief erfolgreich und die Fidschianer sicherten sich problemlos einen der ozeanischen Startplätze. Zwischen den beiden Qualifikationsrunden sorgten sie am 26. Juni 1998 für eine Sensation, als sie die in Suva zu Besuch weilenden Schotten mit 51:26 regelrecht deklassierten. Im Sommer 1999 nahm Fidschi erstmals an der Pacific Rim Rugby Championship teil, einem Turnier für die Mannschaften in und rund um den Pazifik, und belegte dabei den vierten Platz unter sechs Teilnehmern. Bei der im Oktober in den Five-Nations-Ländern stattfindenden Weltmeisterschaft 1999 schaffte Fidschi mit Siegen über Namibia (67:18) und Kanada (38:22) sowie einer knappen Niederlage gegen Frankreich (19:28) als Gruppenzweiter den Einzug in die Hoffnungsrunde, scheiterte dann aber mit 24:45 an England.

### Etablierung nahe der Weltspitze
2001 entschied Fidschi die letzte Austragung der Pacific Rim Rugby Championship für sich, mit einem 28:17-Finalsieg in Tokio über Samoa. Die Pacific Tri-Nations des Jahres 2002 dienten gleichzeitig als WM-Qualifikation. Fidschi und Samoa sicherten sich die Endrunden-Startplätze mit jeweils drei Siegen und einem Unentschieden, zusätzlich entschied Fidschi dank des besseren Punkteverhältnisses auch das Turnier für sich. Aufgrund der weltweit zunehmenden Professionalisierung und der dadurch geringeren Verfügbarkeit von Spielern verschwanden allmählich die traditionellen Rugbytouren der Amateur-Ära. Fidschi unternahm die letzte im August 2003, die durch Südamerika führte. Bei der anschließenden Weltmeisterschaft 2003 in Australien gewannen die Fidschianer in der Vorrunde gegen die USA (19:18) und Japan (41:13), unterlagen aber Schottland (20:22) und Frankreich (18:61). Somit verpassten sie als Gruppendritte den Einzug ins Viertelfinale.
2002 gehörte die FRU zu den Mitbegründern der Pacific Islands Rugby Alliance, mit der die Kooperation zwischen den pazifischen Rugbynationen verstärkt werden sollte. Die Mitgliedsverbände stellten im Jahr 2004 zusammen das Auswahlteam Pacific Islanders auf, das nach dem Vorbild der British and Irish Lions alle zwei Jahre anstelle der jeweiligen Nationalmannschaften mehrere Test Matches gegen die bedeutenden Rugbynationen bestritt. Mittelfristig sollte sich das Team für eine mögliche Erweiterung der Turniere Super 12 oder Tri Nations empfehlen. In insgesamt elf Spielen resultierten acht Niederlagen und drei Siege. 2009 ließ der samoanische Verband die Allianz platzen, da neben den sportlichen auch die finanziellen Ziele verpasst worden seien. Seither sind die Pacific Islanders trotz mehrerer Reaktivierungsversuche nicht mehr angetreten. Wie die anderen pazifischen Rugbynationen litt Fidschi zunehmend darunter, dass die besten Spieler mittlerweile im Ausland unter Vertrag standen und von den Vereinen abhängig waren. Diese und andere Benachteiligungen führten dazu, dass die Verbände Fidschis, Samoas und Tongas im Jahr 2000 federführend bei der Gründung des Kontinentalverbandes Federation of Oceania Rugby Unions (FORU, heute Oceania Rugby) waren. Die FORU strebte ein Mitentscheidungsrecht im IRB-Exekutivrat an und erhielt es 2004 auch zugesprochen. Allerdings müssen sich die über ein Dutzend Mitgliedsverbände zwei Sitze teilen und sind somit gegenüber den „großen“ Rugbynationen immer noch stark benachteiligt.

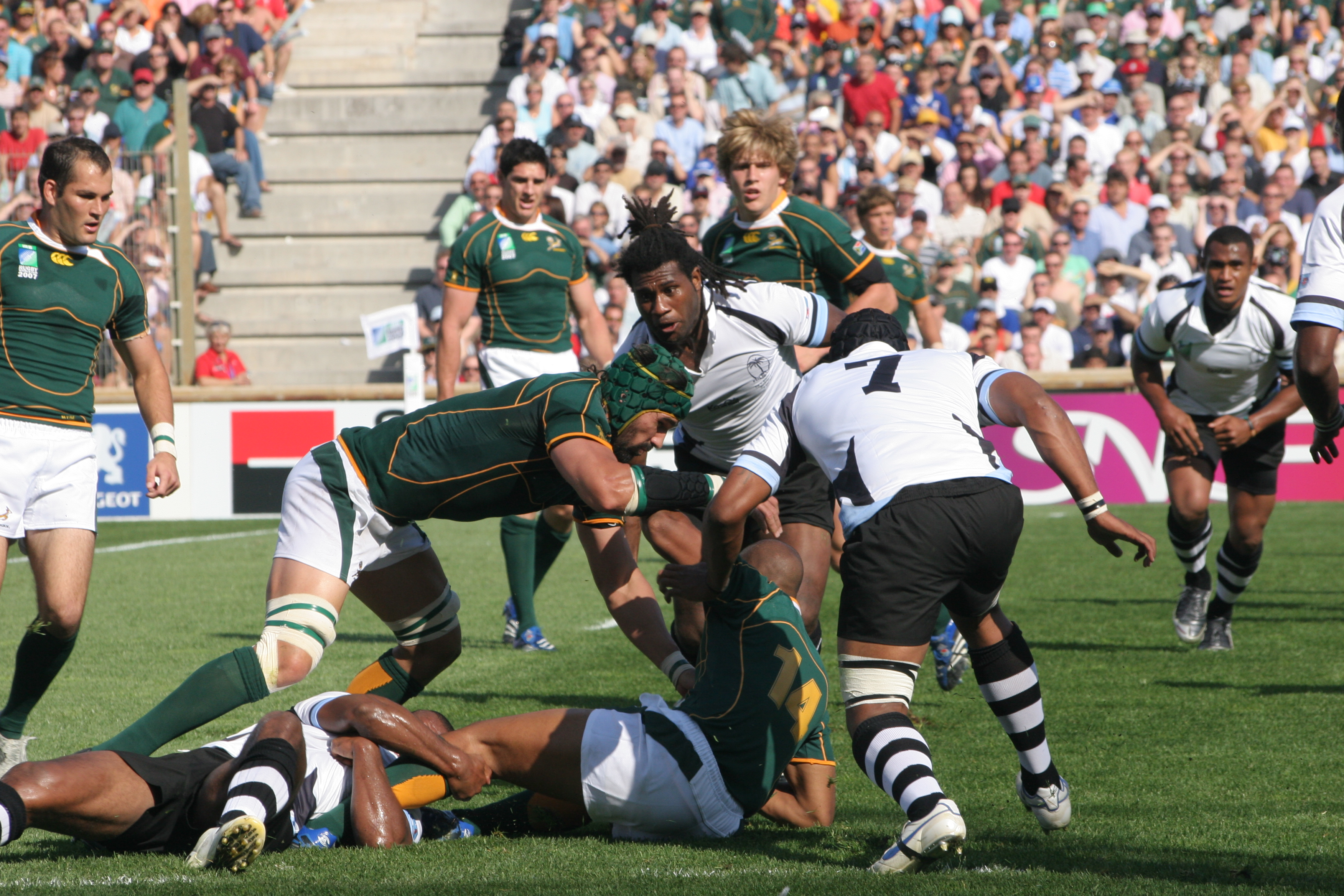
Fidschi gegen Südafrika bei der Weltmeisterschaft 2007

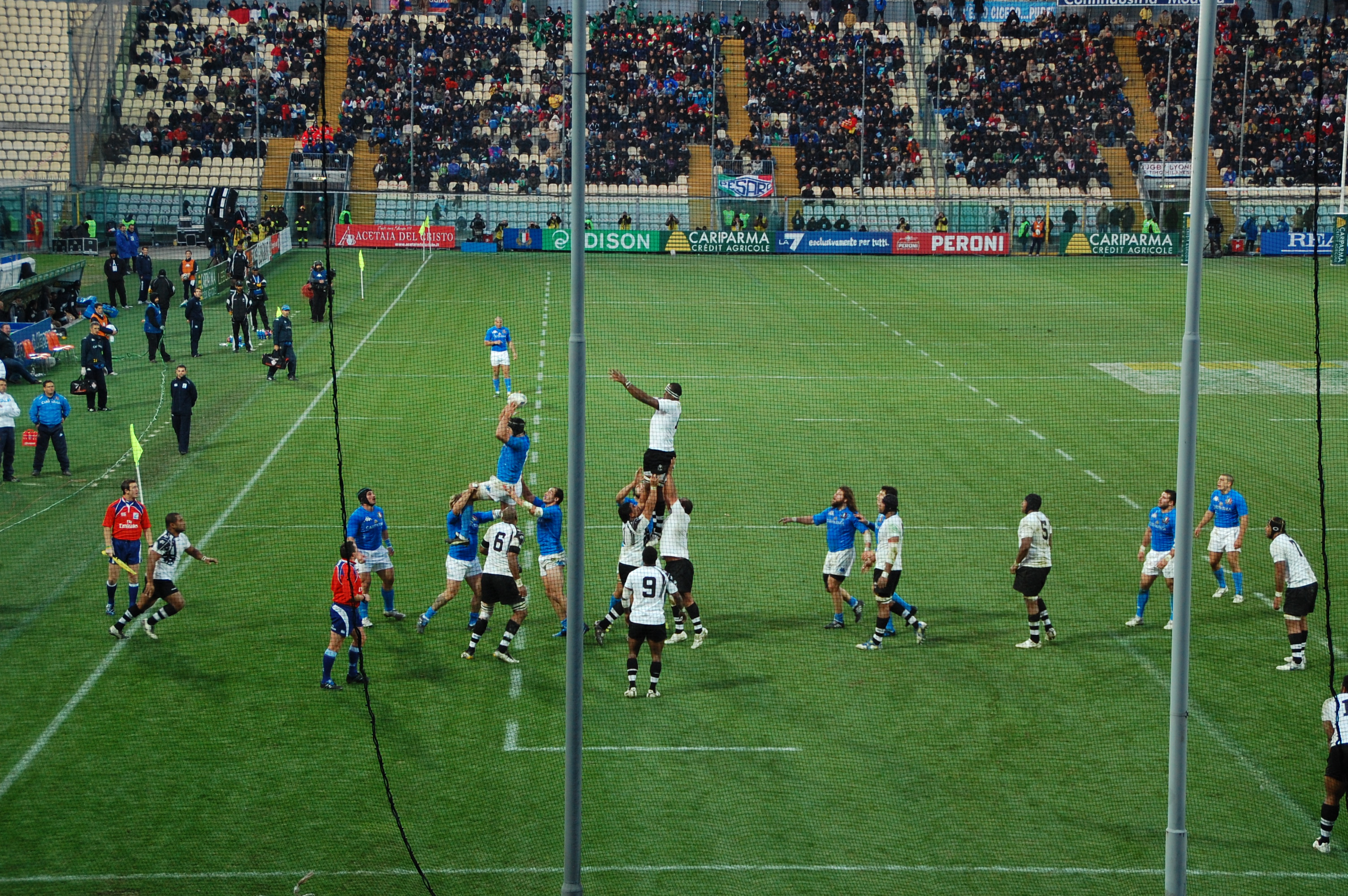
Italien gegen Fidschi (2010)

Im Rahmen der Mid-year Internationals 2005 musste Fidschi auswärts gegen Neuseeland mit 0:91 die bis heute schwerste Niederlage in der Verbandsgeschichte hinnehmen; Topskorer auf Seiten der All Blacks war mit vier Versuchen der gebürtige Fidschianer Sitiveni Sivivatu, der aufgrund der Wohnsitzregel abgeworben worden war. Sechs Wochen später sicherten sich die Fidschianer die WM-Qualifikation. 2006 trat anstelle der bisherigen Pacific Tri-Nations das neue Format Pacific Nations Cup. Während der ersten Austragung suspendierte die FRU fünf Spieler für den Rest des Jahres, nachdem sie sich in Japan betrunken eine Schlägerei geliefert hatten.
Die Mid-year Internationals 2007 dienten als WM-Vorbereitung. Dabei mussten die Fidschianer auf ihre besten Spieler verzichten, da sie von ihren Vereinen keine Freigabe erhalten hatten. Stark geschwächt, unterlagen sie auswärts den Wallabies mit 0:49. Bei der Weltmeisterschaft 2007 in Frankreich standen Fidschi wieder über sämtliche Spieler zur Verfügung. In der Gruppenphase erzielte die Mannschaft zunächst zwei Siege über Japan (35:31) und Kanada (29:16). Für das Spiel gegen Australien ließ der Trainer mehrere Stammspieler pausieren, weshalb die 12:55-Niederlage keine Überraschung darstellte. Wieder in Bestbesetzung antretend, wuchsen die Fidschianer gegen Wales über sich hinaus und erzielten in einem bis zum Schluss engen Spiel einen unerwarteten 38:34-Sieg. Damit qualifizierten sie sich erstmals seit 1987 wieder für das Viertelfinale. In diesem schieden sie mit 20:37 gegen den späteren Weltmeister Südafrika aus. Die Viertelfinalteilnahme bedeutete die automatische Qualifikation für die nächste Endrunde.
Nachdem die drei ersten Austragungen des Pacific Nations Cup unter den Erwartungen verlaufen waren, belegten die Fidschianer 2009 den zweiten Platz und mussten dabei nur den Junior All Blacks, der neuseeländischen B-Nationalmannschaft, den Vortritt lassen. Auch 2010 wurden sie Zweite, diesmal hinter Japan, das eine bessere Punktedifferenz aufwies. Im selben Jahr unterlagen sie auswärts in Freundschaftsspielen Australien und Frankreich jeweils deutlich. Hingegen rangen sie den Walisern im November 2010 in Cardiff ein überraschendes 16:16-Unentschieden ab. Bei der Weltmeisterschaft 2011 in Neuseeland waren die Fidschianer einer schweren Vorrundengruppe zugelost worden. Im ersten Gruppenspiel setzten sie sich zwar mit 49:25 gegen Namibia durch, doch in den drei übrigen Begegnungen resultierten zum Teil empfindliche Niederlagen: 3:49 gegen Südafrika, 7:27 gegen Samoa und 0:66 gegen Wales.

### Sporadische Erfolge

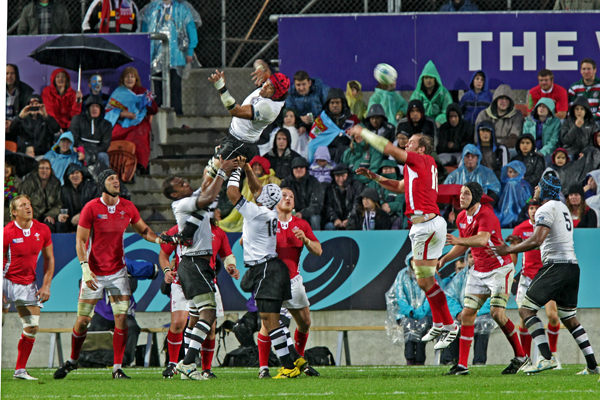
Fidschi gegen Wales bei der Weltmeisterschaft 2011

Nach dem zweiten Platz im Jahr 2012 gelang Fidschi beim Pacific Nations Cup 2013 erstmals der Turniersieg. Ansonsten resultierten in Freundschaftsspielen gegen Teams der ersten Stärkeklasse ausschließlich Niederlagen. Mit ein Grund dafür war die oftmals mangelnde Disziplin der Spieler. Beispielsweise kassierten die Fidschianer im November 2013 in Cremona gegen Italien nicht weniger als fünf gelbe Karten. Obwohl sie zeitweise nur mit 11 statt 15 Mann auf dem Feld standen, fiel die Niederlage mit 31:37 sehr knapp aus. Sieben Monate später gelang dann in Suva die Revanche mit einem 25:14-Sieg. Für die WM-Qualifikation reichte im selben Monat ein diskussionsloser 108:6-Erfolg über die Cookinseln. Beim Pacific Nations Cup 2015 gelang den Fidschianern der zweite Turniersieg; die Entscheidung fiel im Endspiel in der kanadischen Stadt Burnaby, das mit einem 39:29-Sieg über Samoa endete. Wie schon vier Jahre zuvor gehörte Fidschi bei der Weltmeisterschaft 2015 einer „Todesgruppe“ an. Das Eröffnungsspiel im Londoner Twickenham Stadium gegen Gastgeber England endete den Erwartungen entsprechend mit einer 11:35-Niederlage. Nach zwei weiteren Niederlagen gegen Australien (13:28) und Wales (13:23) war klar, dass die Mannschaft das Viertelfinale verpassen würde; daran konnte auch der abschließende 47:15-Erfolg über Uruguay nichts ändern.
In den Jahren 2016, 2017 und 2018 feierte Fidschi beim Pacific Nations Cup drei Turniersiege in Folge und blieb dabei in allen Spielen ungeschlagen. 2017 diente der Wettbewerb zusätzlich als WM-Qualifikation. Im Rahmen der Mid-year Internationals 2017 gelangen Heimsiege über Italien und Schottland. Für großes Aufsehen sorgte im November 2018 der 21:14-Auswärtssieg über Frankreich; es handelte sich dabei um den ersten Erfolg gegen diese Mannschaft. Die Bilanz der Weltmeisterschaft 2019 in Japan war durchzogen. Auf die 21:39-Niederlage gegen Australien folgte eine unerwartete 27:30-Niederlage gegen den Außenseiter Uruguay. Das dritte Gruppenspiel gegen Georgien endete mit einem überzeugenden 45:17-Sieg. Zum Abschluss mussten sich die Fidschianer Wales mit 17:29 geschlagen geben. Als Gruppendritte verpassten sie zwar den Einzug in die K.-o.-Runde, sicherten sich aber die Qualifikation für die nächste Endrunde.
Sowohl 2020 als auch 2021 fiel der Pacific Nations Cup wegen der Auswirkungen der COVID-19-Pandemie aus. Als Ersatz erhielt Fidschi eine Einladung für den im November 2020 in Großbritannien weitgehend vor leeren Rängen ausgetragenen Autumn Nations Cup. Wegen mehrerer Ansteckungsfälle verpasste die Mannschaft alle Gruppenspiele und verlor sie forfait. Sie konnte nur das Spiel um Platz sieben bestreiten und gewann es mit 38:24 gegen Georgien.
Zu Beginn des Jahres 2022 setzte World Rugby eine neue Regelung in Kraft, die für die pazifischen Staaten als sehr vorteilhaft gilt. Demnach können Nationalspieler einer „großen“ Rugbynation einen Nationenwechsel vollziehen, ungeachtet der Anzahl bisher absolvierter Test Matches. Dazu müssen seit dem letzten Länderspieleinsatz 36 Monate vergangen und der Spieler muss in dem entsprechenden Land geboren sein; ein Wechsel ist auch bei einem dort geborenen Eltern- oder Großelternteil möglich. Es wird erwartet, dass auf diese Weise zahlreiche Spieler fidschianischer, samoanischer und tongaischer Herkunft bei der Weltmeisterschaft 2023 für ihre ursprüngliche Heimat spielberechtigt sein werden. Beim Pacific Nations Cup 2023 blieben die Fidschianer unbesiegt und sicherten sich ihren sechsten Titel. Im letzten Aufwärmspiel vor der Weltmeisterschaft 2023 in Frankreich im Twickenham gelang es Fidschi erstmals, England zu besiegen. Beim Hauptturnier gelangen den Fidschianern ihr erster Sieg gegen Australien in 69 Jahren (22:15) und ein knapper Sieg gegen Georgien (17:12), sie erlitten aber auch knappe Niederlagen gegen Wales (26:32) und etwas überraschend Portugal (23:24). Damit erreichten sie anstelle der Australier das Viertelfinale, unterlagen jedoch England (24:30). Beim Pacific Nations Cup 2024 verteidigte die Mannschaft ihren Titel ungeschlagen.

## Trikot, Logo und Spitzname
Fidschi spielt traditionell in weißen Trikots mit schwarzen Farbakzenten, schwarzen Hosen und schwarz-weiß-gestreiften Socken. Das Auswärtstrikot ist schwarz mit weißen Farbakzenten, weißen Hosen und weißen Socken mit schwarzen Streifen.
Aktueller Trikotausrüster der fidschianischen Nationalmannschaft ist seit 2021 Nike, Trikotsponsor ist seit 2021 Vodafone/Swire Shipping. Auf den Trikots erscheint das Verbandslogo auf der rechten Seite, das Ausrüsterlogo links und das Sponsorenlogo in der Mitte.
Das Logo des Verbandes Fiji Rugby Union zeigt eine Palme in schwarz vor einem stilisierten Rugbyball mit schwarzer Umrandung und dem Schriftzug Fiji Rugby darunter. Der Spitzname der Nationalmannschaft lautet Flying Fijians („fliegende Fidschianer“).

## Trikotausrüster und -sponsoren
Seit den 1970er Jahren traten die folgenden Trikotausrüster und -sponsoren in Erscheinung:
| Trikotausrüster   | Trikotausrüster | Trikotsponsor           | Trikotsponsor |
| Zeitraum          | Marke           | Marke                   | Zeitraum      |
| ----------------- | --------------- | ----------------------- | ------------- |
| 1970er-Jahre–2003 | Canterbury      | National Bank of Fiji   | 1994–1998     |
| 1970er-Jahre–2003 | Canterbury      | Vodafone                | 1998–2003     |
| 2004–2005         | Cotton Traders  | Digicel                 | 2004–2005     |
| 2005–2016         | KooGa–BLK       | Fiji Flour Mills        | 2005–2007     |
| 2005–2016         | KooGa–BLK       | Fiji Airways            | 2009–2014     |
| 2005–2016         | KooGa–BLK       | Vodafone                | 2014          |
| 2017–2021         | ISC             | Fiji Airways            | 2018          |
| seit 2021         | Nike            | Vodafone/Swire Shipping | seit 2021     |

## Der Cibi
Vor jedem Spiel führt die Mannschaft einen als Cibi bezeichneten Kriegstanz auf, um den Gegner einzuschüchtern und sich selbst Mut zu machen. Erstmals wurde er 1939 während der Tour in Neuseeland getanzt, um dem berühmten Haka der All Blacks und anderer neuseeländischer Auswahlteams (in diesem Falle die New Zealand Māori) etwas Gleichwertiges entgegenzusetzen. Ratu Sir George Cakobau, der damalige Mannschaftskapitän, hatte sich an Ratu Bola, dem Oberhäuptling des Kriegerstammes Navusaradave in der Provinz Ba, gewandt und ihn gebeten, für die Nationalmannschaft einen neuen Tanz zu entwickeln.
| Fidschianisch | Deutsch |

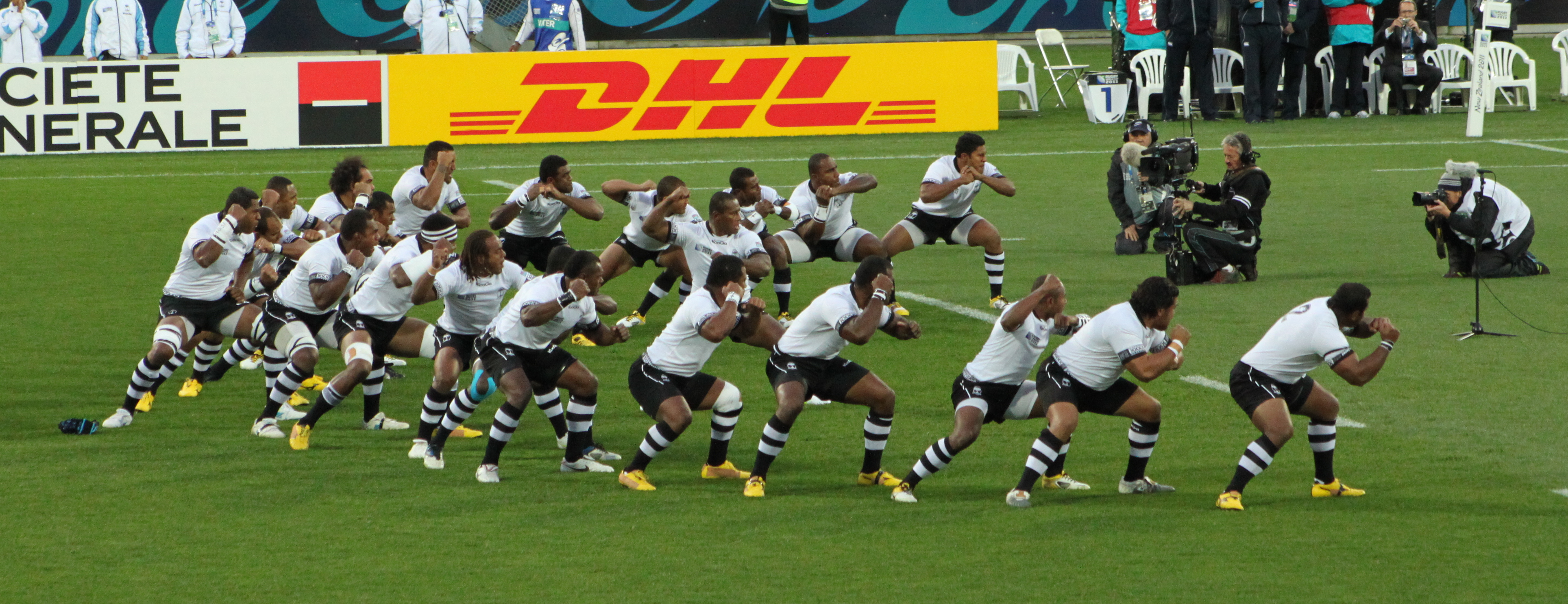
Der Cibi vor dem WM-Spiel gegen Südafrika 2011

| Ai tei vovo, tei vovo E ya, e ya, e ya, e ya; Tei vovo, tei vovo E ya, e ya, e ya, e ya Rai tu mai, rai tu mai Oi au a virviri kemu bai Rai tu mai, rai ti mai Oi au a virviri kemu bai Toa yalewa, toa yalewa Veico, veico, veico Au tabu moce koi au Au moce ga ki domo ni biau E luvu koto ki ra nomu waqa O kaya beka au sa luvu sara Nomu bai e wawa mere Au tokia ga ka tasere | Bereite dich vor, bereite dich vor Oh, oh, oh, oh, oh, oh, oh, oh; * Bereite dich vor, bereite dich vor Oh, oh, oh, oh, oh, oh, oh, oh Schau hierher, schau hierher Ich baue einen Kriegszaun für dich, Schau hierher, schau hierher Ich baue einen Kriegszaun für dich Ein Hahn und eine Henne, Sie greifen an, greifen an, greifen an Es ist mir nicht erlaubt, zu dösen Außer beim Geräusch der hereinbrechenden Wellen Dein Schiff liegt tief versunken, Denke nicht, dass ich auch ertrunken bin. Deine Verteidigung wartet nur darauf Zu bröckeln, wenn ich in sie hineinsteche. |

* wie eine Warnung ausgesprochen

## Stadion
Heimstadion Fidschis ist das 1951 erbaute HFC Bank Stadium (früher National Stadium) in der Hauptstadt Suva. Nach Umbauten in den Jahren 1978/79 und 2012 besitzt es eine Kapazität von 15.000 Zuschauern. Hier wurden bisher rund drei Viertel aller Heimspiele der fidschianischen Nationalmannschaft ausgetragen. Ein weiteres wichtiges Stadion ist der Churchill Park in Lautoka, wo seit 1954 regelmäßig gespielt wird. Vereinzelte Spiele wurden in der Vergangenheit auch im Prince Charles Park in Nadi ausgetragen.

## Test Matches

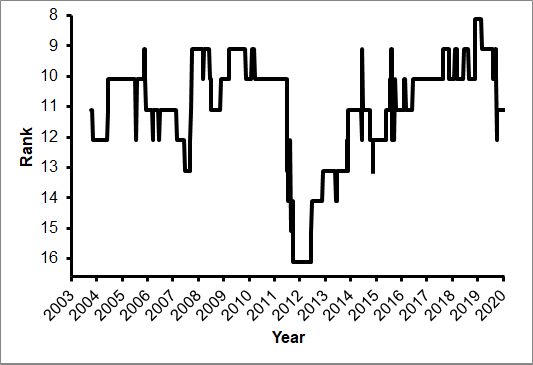
Fidschis Position in der World-Rugby-Weltrangliste seit dem 10. Oktober 2003

Fidschi hat 188 seiner bisher 366 Test Matches gewonnen, was einer Gewinnquote von 51,37 % entspricht. Die Statistik der Test Matches von Fidschi gegen alle Nationen, alphabetisch geordnet, ist wie folgt (Stand 12. August 2025):
| Land               | Spiele | Gewonnen | Unent- schieden | Verloren | % Siege |
| ------------------ | ------ | -------- | --------------- | -------- | ------- |
| Argentinien        | 4      | 1        | 0               | 3        | 25,00   |
| Australien         | 23     | 3        | 1               | 19       | 13,04   |
| Barbarians         | 3      | 1        | 0               | 2        | 33,33   |
| Belgien            | 1      | 1        | 0               | 0        | 100,00  |
| Cookinseln         | 2      | 2        | 0               | 0        | 100,00  |
| England            | 9      | 1        | 0               | 8        | 11,11   |
| Frankreich         | 12     | 1        | 0               | 11       | 8,33    |
| Georgien           | 8      | 6        | 1               | 1        | 75,00   |
| Hongkong           | 3      | 3        | 0               | 0        | 100,00  |
| Irland             | 6      | 0        | 0               | 6        | 0,00    |
| Italien            | 13     | 6        | 0               | 7        | 46,15   |
| Japan              | 20     | 16       | 0               | 4        | 80,00   |
| Kanada             | 13     | 9        | 0               | 4        | 69,23   |
| Namibia            | 2      | 2        | 0               | 0        | 100,00  |
| Neuseeland         | 8      | 0        | 0               | 8        | 0,00    |
| Māori All Blacks   | 28     | 8        | 2               | 18       | 28,57   |
| Niue               | 1      | 1        | 0               | 0        | 100,00  |
| Papua-Neuguinea    | 3      | 3        | 0               | 0        | 100,00  |
| Portugal           | 3      | 2        | 0               | 1        | 66,67   |
| Rumänien           | 3      | 2        | 0               | 1        | 66,67   |
| Salomonen          | 2      | 2        | 0               | 0        | 100,00  |
| Samoa              | 60     | 36       | 3               | 21       | 60,00   |
| Schottland         | 12     | 3        | 0               | 9        | 25,00   |
| Spanien            | 3      | 3        | 0               | 0        | 100,00  |
| Südafrika          | 3      | 0        | 0               | 3        | 0,00    |
| Tonga              | 95     | 65       | 3               | 27       | 68,42   |
| Uruguay            | 4      | 3        | 0               | 1        | 75,00   |
| Vereinigte Staaten | 7      | 6        | 0               | 1        | 85,71   |
| Wales              | 15     | 2        | 1               | 12       | 13,33   |
| Gesamt             | 366    | 188      | 11              | 167      | 51,37   |

## Erfolge

### Weltmeisterschaften
Fidschi hat sich bisher für fast jede Weltmeisterschaft qualifiziert, mit Ausnahme des Turniers 1995. Das beste Resultat bisher waren jeweils das Erreichen des Viertelfinales bei den Turnieren 1987, 2007 und 2023.
| Jahr | Resultat                                   | Spiele                                     | Siege                                      | Unent.                                     | Ndlg.                                      | +/-                                        | Punkte                                     |
| ---- | ------------------------------------------ | ------------------------------------------ | ------------------------------------------ | ------------------------------------------ | ------------------------------------------ | ------------------------------------------ | ------------------------------------------ |
| 1987 | Viertelfinale                              | 4                                          | 1                                          | 0                                          | 3                                          | 72:132                                     | 2                                          |
| 1991 | Vorrunde                                   | 3                                          | 0                                          | 0                                          | 3                                          | 27:63                                      | 3                                          |
| 1995 | nicht qualifiziert (Ozeanienqualifikation) | nicht qualifiziert (Ozeanienqualifikation) | nicht qualifiziert (Ozeanienqualifikation) | nicht qualifiziert (Ozeanienqualifikation) | nicht qualifiziert (Ozeanienqualifikation) | nicht qualifiziert (Ozeanienqualifikation) | nicht qualifiziert (Ozeanienqualifikation) |
| 1999 | Hoffnungsrunde                             | 4                                          | 2                                          | 0                                          | 2                                          | 148:113                                    | 4                                          |
| 2003 | Vorrunde                                   | 4                                          | 2                                          | 0                                          | 2                                          | 98:114                                     | 10                                         |
| 2007 | Viertelfinale                              | 5                                          | 3                                          | 0                                          | 2                                          | 134:173                                    | 15                                         |
| 2011 | Vorrunde                                   | 4                                          | 1                                          | 0                                          | 3                                          | 59:167                                     | 5                                          |
| 2015 | Vorrunde                                   | 4                                          | 1                                          | 0                                          | 3                                          | 84:101                                     | 5                                          |
| 2019 | Vorrunde                                   | 4                                          | 1                                          | 0                                          | 3                                          | 110:108                                    | 7                                          |
| 2023 | Viertelfinale                              | 5                                          | 2                                          | 0                                          | 3                                          | 112:113                                    | 11                                         |
| 2027 | qualifiziert                               | qualifiziert                               | qualifiziert                               | qualifiziert                               | qualifiziert                               | qualifiziert                               | qualifiziert                               |
| 2031 | noch ausstehend                            | noch ausstehend                            | noch ausstehend                            | noch ausstehend                            | noch ausstehend                            | noch ausstehend                            | noch ausstehend                            |

### Pacific Tri-Nations
Die Pacific Tri-Nations waren von 1982 bis 2005 das traditionelle jährliche Turnier zwischen den drei pazifischen Rugbynationen Fidschi, Samoa und Tonga. Dabei gelangen elf Turniersiege.
- Turniersiege (11): 1983, 1984, 1985, 1987, 1988, 1994, 1995, 1996, 1998, 2002, 2004

### Pacific Nations Cup
Das einzige jährliche Turnier Fidschis ist seit 2006 der Pacific Nations Cup, wobei man gegen Samoa und Tonga spielt (bisweilen werden auch andere Mannschaften eingeladen). Dabei gelangen sieben Turniersiege.
- Turniersiege (7): 2013, 2015, 2016, 2017, 2018, 2023, 2024

### Pacific Rim Rugby Championship
Fidschi nahm dreimal an der Pacific Rim Rugby Championship teil und gewann die letzte Austragung.
- Turniersiege (1): 2001

### Südpazifikspiele
Fidschi nahm viermal am Rugbyturnier der Südpazifikspiele teil und entschied es dreimal für sich.
- Turniersiege (3): 1963, 1969, 1983

### Weitere Test Matches
Während der Amateur-Ära tourte Fidschi zum Teil monatelang ins Ausland, um gegen andere Nationalteams sowie Regionalauswahlen und Vereinsmannschaften anzutreten. Ebenso wurden in Fidschi tourende Nationalteams empfangen. Die Touren nach alter Tradition kamen um das Jahr 2000 zum Erliegen. Heute stehen für Test Matches gegen Teams der nördlichen Hemisphäre jedes Jahr zwei Zeitabschnitte zur Verfügung. Bei den Mid-year Internationals im Juni kommen Teams aus Europa nach Fidschi, bei den End-of-year Internationals im November reisen die Fidschianer nach Europa. Im Gegensatz zu den meisten anderen Rugbynationen spielt Fidschi dabei jedoch um keine Trophäen gegen seine Gegner.

## Spieler

### Aktueller Kader
Die folgenden Spieler bilden den Kader während des Pacific Nations Cup 2025:
| Spieler                 | Position         | Verein                    | Länderspiele |
| ----------------------- | ---------------- | ------------------------- | ------------ |
| Simione Kuruvoli        | Gedrängehalb     | Fijian Drua               | 18           |
| Philip Baselala         | Gedrängehalb     | Fijian Drua               | 01           |
| Isaiah Armstrong-Ravula | Verbinder        | Fijian Drua               | 11           |
| Caleb Muntz             | Verbinder        | Fijian Drua               | 15           |
| Semi Radradra           | Innendreiviertel | Shizuoka Blue Revs        | 21           |
| Kalaveti Ravouvou       | Innendreiviertel | Bristol Bears             | 08           |
| Inia Tabuavou           | Innendreiviertel | Fijian Drua               | 08           |
| Seta Tamanivalu         | Innendreiviertel | Toshiba Brave Lupus Tokyo | 03           |
| Ponepati Loganimasi     | Außendreiviertel | Fijian Drua               | 04           |
| Taniela Rakuro          | Außendreiviertel | Taranaki                  | 0            |
| Tuidraki Samusamuvodre  | Außendreiviertel | Fijian Drua               | 0            |
| Kemu Valetini           | Außendreiviertel | Fijian Drua               | 01           |
| Sam Wye                 | Schlussmann      | Taradale                  | 01           |

| Spieler            | Position             | Verein             | Länderspiele |
| ------------------ | -------------------- | ------------------ | ------------ |
| Tevita Ikanivere   | Hakler               | Fijian Drua        | 24           |
| Zuriel Togiatama   | Hakler               | Fijian Drua        | 05           |
| Mesake Doge        | Pfeiler              | Fijian Drua        | 19           |
| Haereiti Hetet     | Pfeiler              | Fijian Drua        | 17           |
| Samu Tawake        | Pfeiler              | Fijian Drua        | 13           |
| Eroni Mawi         | Pfeiler              | Saracens           | 42           |
| Meli Tuni          | Pfeiler              | Fijian Drua        | 01           |
| Temo Mayanavanua   | Zweite-Reihe-Stürmer | Northampton Saints | 26           |
| Isoa Nasilasila    | Zweite-Reihe-Stürmer | Fijian Drua        | 22           |
| Mesake Vocevoce    | Zweite-Reihe-Stürmer | Fijian Drua        | 09           |
| Etonia Waqa        | Zweite-Reihe-Stürmer | Fijian Drua        | 0            |
| Elia Canakaivata   | Flügelstürmer        | Fijian Drua        | 12           |
| Viliame Mata       | Flügelstürmer        | Bristol Bears      | 35           |
| Motikai Murray     | Flügelstürmer        | Fijian Drua        | 0            |
| Kitione Salawa Jr. | Flügelstürmer        | Fijian Drua        | 09           |
| Isoa Tuwai         | Flügelstürmer        | Fijian Drua        | 0            |

### Bekannte Spieler

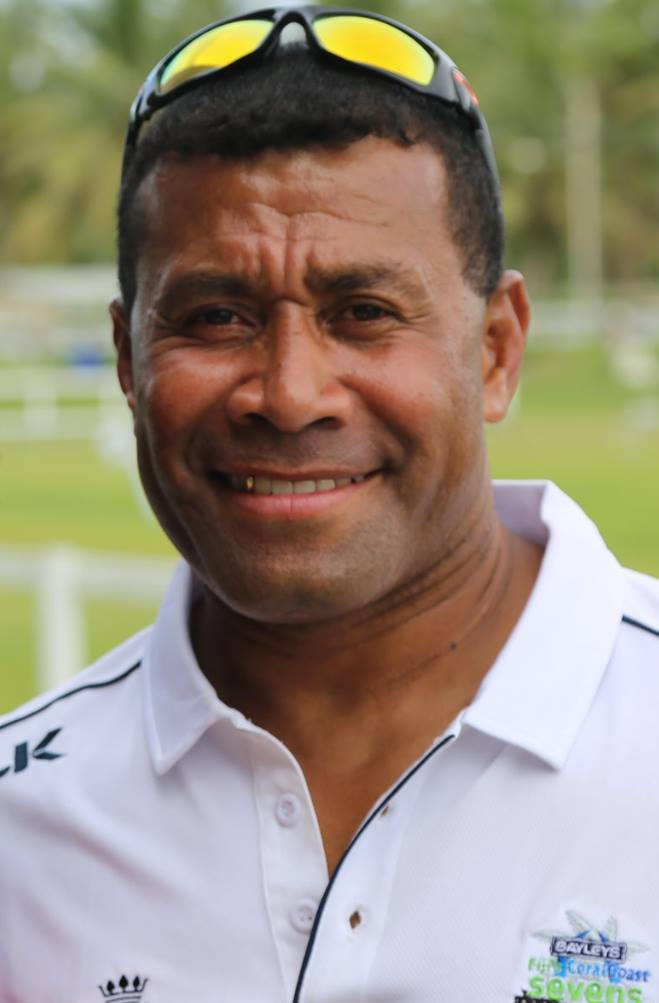
Waisale Serevi (2014)
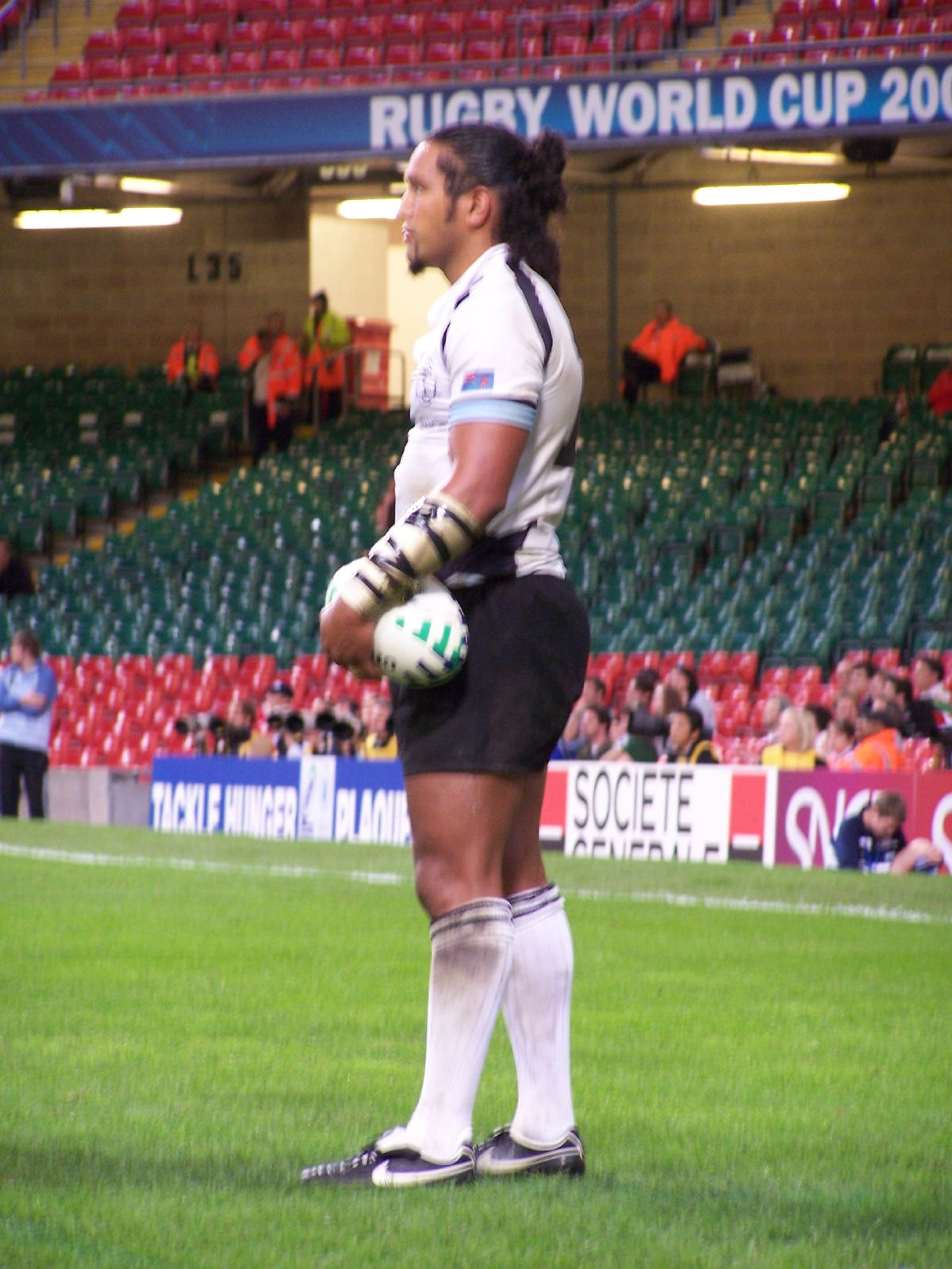
Nicki Little (2007)

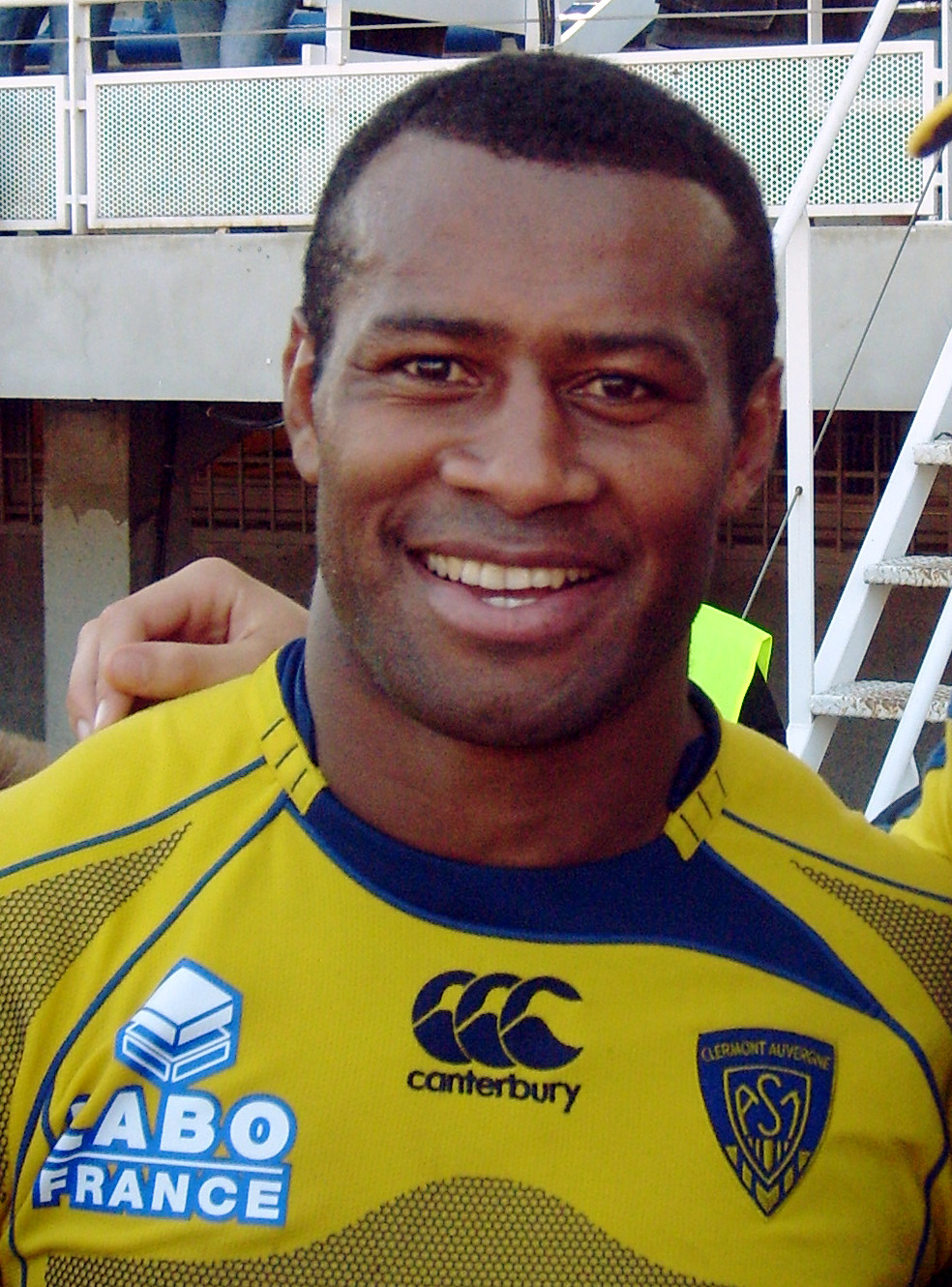
Seremaia Bai (2009)
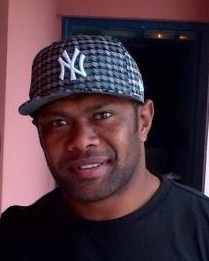
Vereniki Goneva (2012)

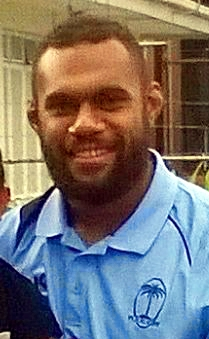
Leone Nakarawa (2014)
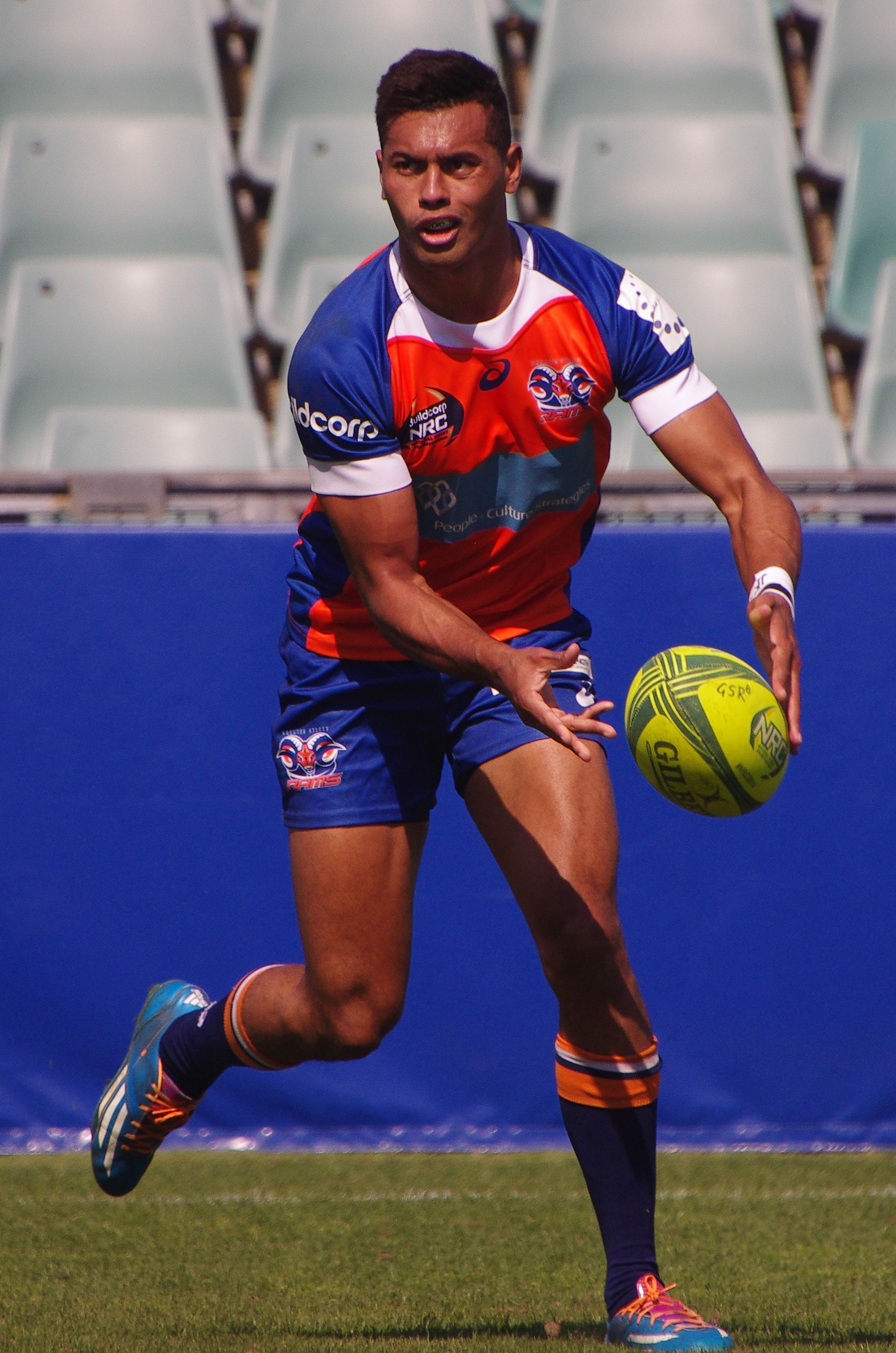
Ben Volavola (2014)

Ein fidschianischer Spieler wurde aufgrund seiner herausragenden Leistungen in die World Rugby Hall of Fame aufgenommen:
| Spieler        | Position                                   | Aufnahme |
| -------------- | ------------------------------------------ | -------- |
| Waisale Serevi | Verbindungshalb, Schlussmann, Gedrängehalb | 2013     |

### Spielerstatistiken
Nachfolgend sind die wichtigsten Statistiken aufgelistet, die Spieler Fidschis betreffen. Die mit * markierten Spieler sind noch aktiv und können sich weiter verbessern.
(Stand: September 2024)
| Rang | Name                           | Zeitraum                       | Spiele                         |
| ---- | ------------------------------ | ------------------------------ | ------------------------------ |
| 01   | Nicky Little                   | 1996–2011                      | 71                             |
| 02   | Leone Nakarawa                 | 2009–2021                      | 66                             |
| 03   | Akapusi Qera                   | 2005–2018                      | 64                             |
| 04   | Campese Ma’afu                 | 2010–2019                      | 62                             |
| 05   | Vereniki Goneva                | 2007–2019                      | 59                             |
| 06   | Sunia Koto                     | 2005–2017                      | 57                             |
| 07   | Seremaia Bai                   | 2000–2016                      | 53                             |
| 08   | Manasa Saulo                   | 2012–2022                      | 51                             |
| 09   | Dominiko Waqaniburotu          | 2010–2019                      | 51                             |
| 10   | Zwei Spieler mit je 49 Spielen | Zwei Spieler mit je 49 Spielen | Zwei Spieler mit je 49 Spielen |

| Rang | Name                  | Zeitraum  | Spiele |
| ---- | --------------------- | --------- | ------ |
| 01   | Akapusi Qera          | 2011–2018 | 38     |
| 02   | Greg Smith            | 1996–2003 | 30     |
| 03   | Esala Teleni          | 1983–1989 | 19     |
| 04   | Waisea Nayacalevu *   | 2015–2024 | 17     |
| 05   | Mosese Rauluni        | 2004–2008 | 17     |
| 06   | Dominiko Waqaniburotu | 2010–2019 | 16     |
| 07   | Epi Bolawaqatabu      | 1969–1973 | 12     |
| 08   | Deacon Manu           | 2010–2012 | 12     |
| 09   | Alifereti Doviverata  | 2001–2007 | 11     |
| 10   | Simon Raiwalui        | 1999–2006 | 11     |

| Rang | Name                           | Zeitraum                       | Punkte                         |
| ---- | ------------------------------ | ------------------------------ | ------------------------------ |
| 01   | Nicky Little                   | 1996–2011                      | 670                            |
| 02   | Seremaia Bai                   | 2000–2016                      | 321                            |
| 03   | Ben Volavola                   | 2015–2023                      | 294                            |
| 04   | Severo Koroduadua              | 1982–1991                      | 268                            |
| 05   | Nemani Nadolo                  | 2010–2021                      | 237                            |
| 06   | Waisale Serevi                 | 1989–2003                      | 221                            |
| 07   | Vereniki Goneva                | 2007–2019                      | 110                            |
| 08   | Taniela Rawaqa                 | 2007–2011                      | 103                            |
| 09   | Caleb Muntz *                  | 2023–2024                      | 094                            |
| 10   | Zwei Spieler mit je 85 Punkten | Zwei Spieler mit je 85 Punkten | Zwei Spieler mit je 85 Punkten |

| Rang | Name                | Zeitraum  | Versuche |
| ---- | ------------------- | --------- | -------- |
| 01   | Vereniki Goneva     | 2007–2019 | 22       |
| 02   | Nemani Nadolo       | 2010–2021 | 22       |
| 03   | Sanivalati Laulau   | 1980–1985 | 20       |
| 04   | Norman Ligairi      | 2000–2010 | 17       |
| 05   | Waisea Nayacalevu * | 2012–2024 | 17       |
| 06   | Timoci Nagusa       | 2008–2018 | 16       |
| 07   | Viliame Satala      | 1999–2005 | 16       |
| 08   | Fero Lasagavibau    | 1997–2002 | 15       |
| 09   | Leone Nakarawa      | 2009–2021 | 13       |
| 10   | Metuisela Talebula  | 2012–2018 | 13       |

## Trainer

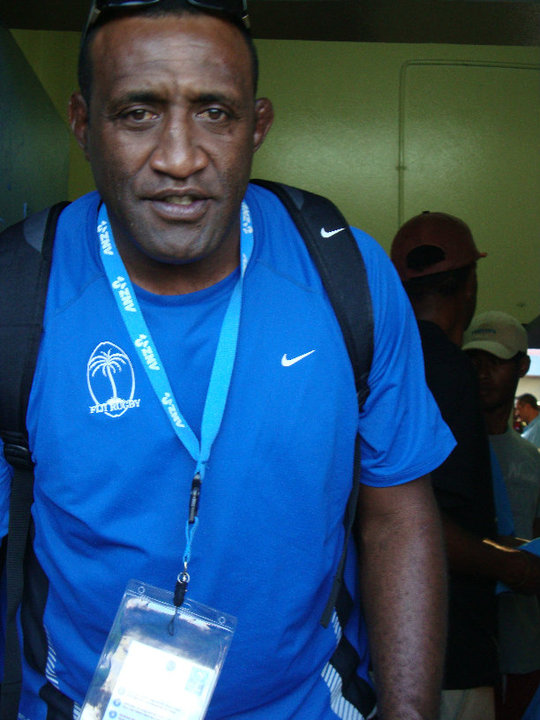
Inoke Male (2013)
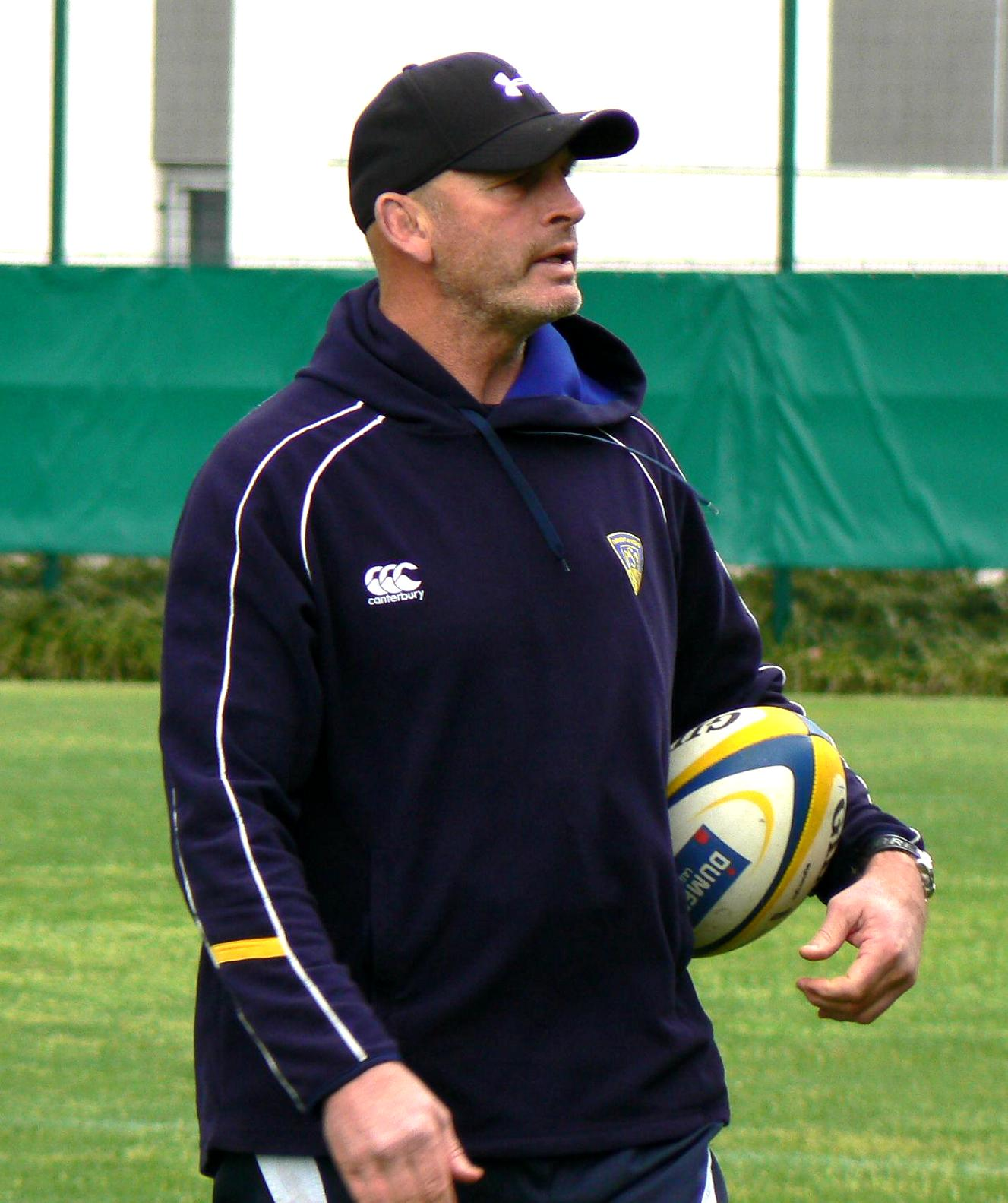
Vern Cotter (2010)

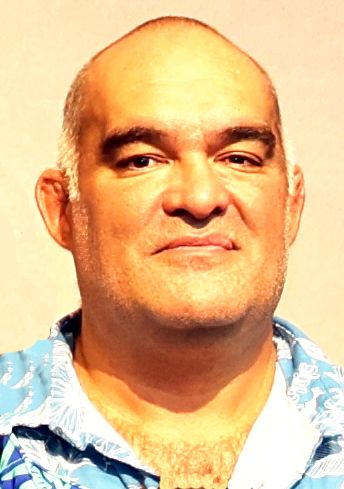
Simon Raiwalui (2023)
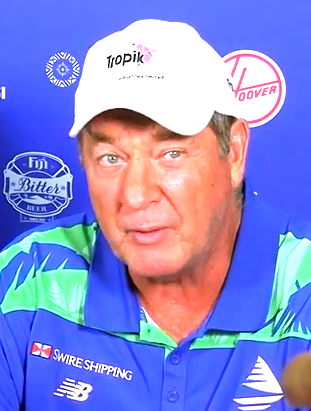
Mick Byrne (2023)

Fidschi ernannte 1954 mit William Goodsir erstmals einen Trainer. Seit 2024 ist der Australier Mick Byrne fidschianischer Nationaltrainer.
| Name                      | Jahre     |
| ------------------------- | --------- |
| William Goodsir           | 1954      |
| Douglas Walkden-Brown     | 1964      |
| Jo Sovau                  | 1987      |
| George Simpkin            | 1987–1991 |
| Samisoni Viriviri Sr      | 1989–1991 |
| Meli Kurisaru             | 1996      |
| Brad Johnstone            | 1996–1999 |
| Greg Smith                | 2000–2001 |
| Ifereimi Tawake (interim) | 2001–2002 |
| Mac McCallion             | 2002–2003 |
| Wayne Pivac               | 2004–2007 |
| Ilivasi Tabua             | 2007–2008 |
| Mike Brewer               | 2009–2010 |
| Sam Domoni                | 2010–2011 |
| Inoke Male                | 2012–2014 |
| John McKee                | 2014–2019 |
| Vern Cotter               | 2020–2023 |
| Simon Raiwalui            | 2023      |
| Mick Byrne                | seit 2024 |